# AFC Champions League 2021
De  AFC Champions League 2021 zal de veertigste editie zijn van de AFC Champions League een jaarlijks voetbaltoernooi voor clubs uit Azië. Het toernooi wordt georganiseerd door de Asian Football Confederation.
De titelhouder is Ulsan Hyundai uit Zuid-Korea.

## Schema
Het schema is als volgt.
| Fase           | Ronde          | Loting          | 1e wedstrijd                                      | 2e wedstrijd                                      |
| -------------- | -------------- | --------------- | ------------------------------------------------- | ------------------------------------------------- |
| Voorronde      | Voorronde      | Geen loting     | 7 april 2021 (E)                                  | 7 april 2021 (E)                                  |
| Play-off stage | Play-off ronde | Geen loting     | 7 april 2021 (W) 14 april 2021 (E)                | 7 april 2021 (W) 14 april 2021 (E)                |
| Groepsfase     | speeldag 1     | 27 januari 2021 | 14–30 april 2021 (W) 21 april–7 mei 2021 (E)      | 14–30 april 2021 (W) 21 april–7 mei 2021 (E)      |
| Groepsfase     | speeldag 2     | 27 januari 2021 | 14–30 april 2021 (W) 21 april–7 mei 2021 (E)      | 14–30 april 2021 (W) 21 april–7 mei 2021 (E)      |
| Groepsfase     | speeldag 3     | 27 januari 2021 | 14–30 april 2021 (W) 21 april–7 mei 2021 (E)      | 14–30 april 2021 (W) 21 april–7 mei 2021 (E)      |
| Groepsfase     | speeldag 4     | 27 januari 2021 | 14–30 april 2021 (W) 21 april–7 mei 2021 (E)      | 14–30 april 2021 (W) 21 april–7 mei 2021 (E)      |
| Groepsfase     | speeldag 5     | 27 januari 2021 | 14–30 april 2021 (W) 21 april–7 mei 2021 (E)      | 14–30 april 2021 (W) 21 april–7 mei 2021 (E)      |
| Groepsfase     | speeldag 6     | 27 januari 2021 | 14–30 april 2021 (W) 21 april–7 mei 2021 (E)      | 14–30 april 2021 (W) 21 april–7 mei 2021 (E)      |
| Eindfase       | Round of 16    | 27 januari 2021 | 13–14 september 2021 (W) 14–15 september 2021 (E) | 13–14 september 2021 (W) 14–15 september 2021 (E) |
| Eindfase       | Kwartfinales   | nnb             | 16 oktober 2021 (W) 17 oktober 2021 (E)           | 16 oktober 2021 (W) 17 oktober 2021 (E)           |
| Eindfase       | Halve finales  | nnb             | 19 oktober 2021 (W) 20 oktober 2021 (E)           | 19 oktober 2021 (W) 20 oktober 2021 (E)           |
| Eindfase       | Finale         | nnb             | 27 november 2021                                  | 27 november 2021                                  |

## Teams
| Team           | Qualifying method                                                     | App. (last) |
| -------------- | --------------------------------------------------------------------- | ----------- |
| Al-Duhail      | 2019–20 Qatar Stars League champions                                  | 10th (2020) |
| Al-Sadd        | 2020 Emir of Qatar Cup winners 2019–20 Qatar Stars League third place | 16th (2020) |
| Al-Rayyan      | 2019–20 Qatar Stars League runners-up                                 | 11th (2020) |
| Al-Hilal       | 2019–20 Saudi Professional League champions 2019–20 King Cup winners  | 17th (2020) |
| Al-Nassr       | 2019–20 Saudi Professional League runners-up                          | 6th (2020)  |
| Al-Ahli        | 2019–20 Saudi Professional League third place                         | 13th (2020) |
| Persepolis     | 2019–20 Persian Gulf Pro League champions                             | 10th (2020) |
| Tractor        | 2019–20 Hazfi Cup winners                                             | 6th (2018)  |
| Esteghlal      | 2019–20 Persian Gulf Pro League runners-up                            | 12th (2020) |
| Sharjah        | 2018–19 UAE Pro League champions                                      | 4th (2020)  |
| Shabab Al-Ahli | 2018–19 UAE President's Cup winners 2018–19 UAE Pro League runners-up | 9th (2020)  |
| Al-Shorta      | 2018–19 Iraqi Premier League champions                                | 5th (2020)  |
| Pakhtakor      | 2020 Uzbekistan Super League champions 2020 Uzbekistan Cup winners    | 17th (2020) |
| Al-Wehdat      | 2020 Jordanian Pro League champions                                   | 6th (2019)  |
| Goa            | 2019–20 Indian Super League regular season premiers                   | 1st         |
| Istiklol       | 2020 Tajikistan Higher League champions                               | 3rd (2020)  |

| Team              | Qualifying method                              | App. (last) |
| ----------------- | ---------------------------------------------- | ----------- |
| Al-Gharafa        | 2019–20 Qatar Stars League fourth place        | 11th (2019) |
| Al-Wehda          | 2019–20 Saudi Professional League fourth place | 1st         |
| Foolad            | 2019–20 Persian Gulf Pro League third place    | 4th (2015)  |
| Al-Wahda          | 2018–19 UAE Pro League third place             | 12th (2020) |
| Al-Ain            | 2018–19 UAE Pro League fourth place            | 16th (2020) |
| Al-Zawraa         | 2018–19 Iraq FA Cup winners                    | 6th (2020)  |
| Al-Quwa Al-Jawiya | 2018–19 Iraqi Premier League runners-up        | 5th (2019)  |
| AGMK              | 2020 Uzbekistan Super League third place       | 2nd (2019)  |

| Team                   | Qualifying method                                             | App. (last) |
| ---------------------- | ------------------------------------------------------------- | ----------- |
| Guangzhou              | 2020 Chinese Super League runners-up                          | 10th (2020) |
| Beijing Guoan          | 2020 Chinese Super League third place                         | 10th (2020) |
| Kawasaki Frontale      | 2020 J1 League champions 2020 Emperor's Cup winners           | 8th (2019)  |
| Gamba Osaka            | 2020 J1 League runners-up                                     | 10th (2017) |
| Nagoya Grampus         | 2020 J1 League third place                                    | 4th (2012)  |
| Cerezo Osaka           | 2020 J1 League fourth place                                   | 4th (2018)  |
| Jeonbuk Hyundai Motors | 2020 K League 1 champions 2020 Korean FA Cup winners          | 14th (2020) |
| Ulsan Hyundai          | 2020 K League 1 runners-up                                    | 9th (2020)  |
| Pohang Steelers        | 2020 K League 1 third place                                   | 8th (2016)  |
| Daegu FC               | 2020 K League 1 fifth place                                   | 2nd (2019)  |
| BG Pathum United       | 2020–21 Thai League 1 first place after first half of season  | 2nd (2015)  |
| Port                   | 2020–21 Thai League 1 second place after first half of season | 2nd (2020)  |
| Chiangrai United       | 2020–21 Thai League 1 third place after first half of season  | 4th (2020)  |
| Ratchaburi Mitr Phol   | 2020–21 Thai League 1 fourth place after first half of season | 1st         |
| United City            | 2020 Philippines Football League champions                    | 4th (2020)  |
| Viettel                | 2020 V.League 1 champions                                     | 1st         |
| Johor Darul Ta'zim     | 2020 Malaysia Super League champions                          | 7th (2020)  |
| Tampines Rovers        | 2020 Singapore Premier League runners-up                      | 6th (2020)  |
| Kitchee                | 2019–20 Hong Kong Premier League champions                    | 6th (2019)  |

| Team          | Qualifying method                           | App. (last) |
| ------------- | ------------------------------------------- | ----------- |
| Shanghai Port | 2020 Chinese Super League fourth place      | 6th (2020)  |
| Kaya–Iloilo   | 2020 Philippines Football League runners-up | 1st         |

## Voorronde

### Eerste voorronde
De twee winnaars plaatsten zich voor de tweede voorronde. De wedstrijden vinden plaats op 7 april 2021.
| Team 1         | Res.        | Team 2      |
| Regio oost     | Regio oost  | Regio oost  |
| -------------- | ----------- | ----------- |
| Brisbane Roar  | geannuleerd | Kaya–Iloilo |
| Melbourne City | geannuleerd | Shan United |

|  |               |             |             |  |
|  | Brisbane Roar | geannuleerd | Kaya–Iloilo |  |
|  |               |             |             |  |

|  |                |             |             |  |
|  | Melbourne City | geannuleerd | Shan United |  |
|  |                |             |             |  |

### Tweede voorronde
De acht winnaars plaatsten zich voor de groepsfase. De wedstrijden vinden plaats op 7 april voor de westelijke regio en op 14 april voor de oostelijke regio.
| Team 1     | Res.         | Team 2            |
| ---------- | ------------ | ----------------- |
| Al-Gharafa | 0-1 n.v.     | AGMK              |
| Al-Wehda   | 1-1 (2-3 np) | Al-Quwa Al-Jawiya |
| Foolad     | 4-0          | Al-Ain            |
| Al-Wahda   | 2-1          | Al Zawraa         |

| Team 1          | Res.        | Team 2               |
| --------------- | ----------- | -------------------- |
| Shanghai Port   | 0-1         | Kaya–Iloilo          |
| Cerezo Osaka    | geannuleerd | Melbourne City       |
| Pohang Steelers | geannuleerd | Ratchaburi Mitr Phol |
| Daegu FC        | geannuleerd | Chiangrai United     |

## Groepsfase

### Groepsfase
De loting vond plaats op woensdag 27 januari 2021. Een totaal van 40 teams werd verdeeld over 10 groepen van elk 4 teams, met de regel dat teams uit hetzelfde land niet in dezelfde groep konden komen. De 40 teams bestaan uit 32 rechtstreeks geplaatste teams en de 8 winnaars van de play-offronde uit beide constructies.
PotindelingTH
| Regio | Groepen | Pot 1                          | Pot 2                       | Pot 3              | Pot 4                                            |
| --- | ------- | ------------------------------ | --------------------------- | ------------------ | ------------------------------------------------ |
| Westelijke regio | A-E     | Al-Duhail                      | Al-Nassr                    | Pachtakor          | Al-Shorta                                        |
| Westelijke regio | A-E     | Al-Hilal                       | Tractor                     | Al-Wehdat          | AGMK (Winnaars van Play-off West 1)              |
| Westelijke regio | A-E     | Persepolis                     | Shabab Al-Ahli              | FC Goa             | Al-Quwa Al-Jawiya (Winnaars van Play-off West 2) |
| Westelijke regio | A-E     | Sharjah                        | Al-Rayyan                   | Istiklol           | Foelad (Winnaars van Play-off West 3)            |
| Westelijke regio | A-E     | Al-Sadd                        | Al-Ahli                     | Esteghlal          | Al-Wahda (Winnaars van Play-off West 4)          |
| Oostelijke regio | F-J     | Pohang Steelers(Jiangsu FC)    | Gamba Osaka                 | United City        | Daegu FC(Sydney FC)                              |
| Oostelijke regio | F-J     | Kawasaki Frontale              | Ulsan Hyundai               | Kitchee SC         | Kaya-Iloilo (Winnaars van Play-off Oost 1)       |
| Oostelijke regio | F-J     | Jeonbuk Hyundai Motors         | Port FC                     | Viettel FC         | Cerezo Osaka                                     |
| Oostelijke regio | F-J     | BG Pathum United               | Beijing Guoan(Guangzhou FC) | Johor Darul Ta'zim | Ratchaburi Mitr Phol F.C.                        |
| Oostelijke regio | F-J     | Guangzhou FC(Shandong Taishan) | Nagoya Grampus              | Tampines Rovers    | Chiangrai United                                 |
| \| Legendakleuren in de tabellen \| \| Groepswinnaars gaan door naar de tweede ronde. \| \| Nummers 2 kan gaan naar de tweede ronde via de beste nummers 2. \| \| Uitgeschakeld \| |         |                                |                             |                    |                                                  |
| Legendakleuren in de tabellen |         |                                |                             |                    |                                                  |
| Groepswinnaars gaan door naar de tweede ronde. |         |                                |                             |                    |                                                  |
| Nummers 2 kan gaan naar de tweede ronde via de beste nummers 2. |         |                                |                             |                    |                                                  |
| Uitgeschakeld |         |                                |                             |                    |                                                  |

| Legendakleuren in de tabellen                                   |
| Groepswinnaars gaan door naar de tweede ronde.                  |
| Nummers 2 kan gaan naar de tweede ronde via de beste nummers 2. |
| Uitgeschakeld                                                   |

#### Groep A
| Pos | Team           | Wed | W | G | V | Ptn | DV | DT | +/− |  | IST | HIL | SAH | AGK |
| --- | -------------- | --- | - | - | - | --- | -- | -- | --- |  | --- | --- | --- | --- |
| 1   | Istiklol       | 6   | 3 | 1 | 2 | 10  | 10 | 8  | +2  |  | —   | 4–1 | 0–0 | 1–2 |
| 2   | Al-Hilal (H)   | 6   | 3 | 1 | 2 | 10  | 11 | 9  | +2  |  | 3–1 | —   | 0–2 | 2–2 |
| 3   | Shabab Al-Ahli | 6   | 2 | 1 | 3 | 7   | 6  | 6  | 0   |  | 0–1 | 0–2 | —   | 3–1 |
| 4   | AGMK           | 6   | 2 | 1 | 3 | 7   | 9  | 13 | −4  |  | 2–3 | 0–3 | 2–1 | —   |

1. 1 2  Head-to-head goal difference: Istiklol 1, Al-Hilal -1.
2. 1 2  Head-to-head goal difference: Shabab Al-Ahli 1, AGMK -1.

##### Wedstrijden
|               |                                                                                |     |                | |
| 15 april 2021 | Istiklol                                                                       | 0–0 | Shabab Al-Ahli | Stadion: King Fahd International Stadium, Riyadh Scheidsrechter: Hettikamkanamge Perera (Sri Lanka) |
| 15 april 2021 | https://www.the-afc.com/competitions/afc-champions-league/matches/2021/2188143 |     |                | Stadion: King Fahd International Stadium, Riyadh Scheidsrechter: Hettikamkanamge Perera (Sri Lanka) |
| 15 april 2021 |                                                                                |     |                | Stadion: King Fahd International Stadium, Riyadh Scheidsrechter: Hettikamkanamge Perera (Sri Lanka) |
| 15 april 2021 |                                                                                |     |                | Stadion: King Fahd International Stadium, Riyadh Scheidsrechter: Hettikamkanamge Perera (Sri Lanka) |
|               |                                                                                |     |                | |

|               |                                     |                                                                                |                                  |                                                                                    |
| 15 april 2021 | Al-Hilal                            | 2–2                                                                            | AGMK                             | Stadion: Prince Faisal bin Fahd Stadium, Riyadh Scheidsrechter: Ryuji Sato (Japan) |
| 15 april 2021 | - Rakhmanov 27' (e.d.) - Vietto 36' | https://www.the-afc.com/competitions/afc-champions-league/matches/2021/2188142 | - Polvonov 11' - Shaakhmedov 70' | Stadion: Prince Faisal bin Fahd Stadium, Riyadh Scheidsrechter: Ryuji Sato (Japan) |
| 15 april 2021 |                                     |                                                                                |                                  | Stadion: Prince Faisal bin Fahd Stadium, Riyadh Scheidsrechter: Ryuji Sato (Japan) |
| 15 april 2021 |                                     |                                                                                |                                  | Stadion: Prince Faisal bin Fahd Stadium, Riyadh Scheidsrechter: Ryuji Sato (Japan) |
|               |                                     |                                                                                |                                  |                                                                                    |

|               |                |                                                                                |                            |                                                                                      |
| 18 april 2021 | Shabab Al-Ahli | 0–2                                                                            | Al-Hilal                   | Stadion: Prince Faisal bin Fahd Stadium, Riyadh Scheidsrechter: Mohanad Qasim (Iraq) |
| 18 april 2021 |                | https://www.the-afc.com/competitions/afc-champions-league/matches/2021/2188145 | - Gomis 14' - Carrillo 28' | Stadion: Prince Faisal bin Fahd Stadium, Riyadh Scheidsrechter: Mohanad Qasim (Iraq) |
| 18 april 2021 |                |                                                                                |                            | Stadion: Prince Faisal bin Fahd Stadium, Riyadh Scheidsrechter: Mohanad Qasim (Iraq) |
| 18 april 2021 |                |                                                                                |                            | Stadion: Prince Faisal bin Fahd Stadium, Riyadh Scheidsrechter: Mohanad Qasim (Iraq) |
|               |                |                                                                                |                            |                                                                                      |

|               |                     |                                                                                |                                                        | |
| 18 april 2021 | AGMK                | 2–3                                                                            | Istiklol                                               | Stadion: King Fahd International Stadium, Riyadh Scheidsrechter: Mohd Amirul Izwan Yaacob (Malaysia) |
| 18 april 2021 | - Polvonov 57', 90' | https://www.the-afc.com/competitions/afc-champions-league/matches/2021/2188144 | - Ðokic 45+1' (e.d.) - M. Dzhalilov 55' - Rakhimov 80' | Stadion: King Fahd International Stadium, Riyadh Scheidsrechter: Mohd Amirul Izwan Yaacob (Malaysia) |
| 18 april 2021 |                     |                                                                                |                                                        | Stadion: King Fahd International Stadium, Riyadh Scheidsrechter: Mohd Amirul Izwan Yaacob (Malaysia) |
| 18 april 2021 |                     |                                                                                |                                                        | Stadion: King Fahd International Stadium, Riyadh Scheidsrechter: Mohd Amirul Izwan Yaacob (Malaysia) |
|               |                     |                                                                                |                                                        | |

|               |                                     |                                                                                |               |                                                                                           |
| 21 april 2021 | Al-Hilal                            | 3–1                                                                            | Istiklol      | Stadion: Prince Faisal bin Fahd Stadium, Riyadh Scheidsrechter: Masoud Tufayelieh (Syria) |
| 21 april 2021 | - Al Bulaihi 39' - Bahebri 52', 64' | https://www.the-afc.com/competitions/afc-champions-league/matches/2021/2188147 | - Hanonov 41' | Stadion: Prince Faisal bin Fahd Stadium, Riyadh Scheidsrechter: Masoud Tufayelieh (Syria) |
| 21 april 2021 |                                     |                                                                                |               | Stadion: Prince Faisal bin Fahd Stadium, Riyadh Scheidsrechter: Masoud Tufayelieh (Syria) |
| 21 april 2021 |                                     |                                                                                |               | Stadion: Prince Faisal bin Fahd Stadium, Riyadh Scheidsrechter: Masoud Tufayelieh (Syria) |
|               |                                     |                                                                                |               |                                                                                           |

|               |                             |                                                                                |                |                                                                                          |
| 21 april 2021 | AGMK                        | 2–1                                                                            | Shabab Al-Ahli | Stadion: King Fahd International Stadium, Riyadh Scheidsrechter: Ali Abdulnabi (Bahrain) |
| 21 april 2021 | - Ðokic 87' - Komilov 90+1' | https://www.the-afc.com/competitions/afc-champions-league/matches/2021/2188146 | - Al Attas 28' | Stadion: King Fahd International Stadium, Riyadh Scheidsrechter: Ali Abdulnabi (Bahrain) |
| 21 april 2021 |                             |                                                                                |                | Stadion: King Fahd International Stadium, Riyadh Scheidsrechter: Ali Abdulnabi (Bahrain) |
| 21 april 2021 |                             |                                                                                |                | Stadion: King Fahd International Stadium, Riyadh Scheidsrechter: Ali Abdulnabi (Bahrain) |
|               |                             |                                                                                |                |                                                                                          |

|               |                                            |                                                                                |             |                                                                                        |
| 24 april 2021 | Istiklol                                   | 4–1                                                                            | Al-Hilal    | Stadion: Prince Faisal bin Fahd Stadium, Riyadh Scheidsrechter: Omar Al-Yaqoubi (Oman) |
| 24 april 2021 | - M. Dzhalilov 39', 44' - Safarov 49', 53' | https://www.the-afc.com/competitions/afc-champions-league/matches/2021/2188149 | - Gomis 24' | Stadion: Prince Faisal bin Fahd Stadium, Riyadh Scheidsrechter: Omar Al-Yaqoubi (Oman) |
| 24 april 2021 |                                            |                                                                                |             | Stadion: Prince Faisal bin Fahd Stadium, Riyadh Scheidsrechter: Omar Al-Yaqoubi (Oman) |
| 24 april 2021 |                                            |                                                                                |             | Stadion: Prince Faisal bin Fahd Stadium, Riyadh Scheidsrechter: Omar Al-Yaqoubi (Oman) |
|               |                                            |                                                                                |             |                                                                                        |

|               |                                                   |                                                                                |               |                                                                                   |
| 24 april 2021 | Shabab Al-Ahli                                    | 3–1                                                                            | AGMK          | Stadion: King Fahd International Stadium, Riyadh Scheidsrechter: Ali Sabah (Iraq) |
| 24 april 2021 | - Abdullah 3' - Carlos Eduardo 11' - Al Attas 30' | https://www.the-afc.com/competitions/afc-champions-league/matches/2021/2188148 | - Gadoyev 14' | Stadion: King Fahd International Stadium, Riyadh Scheidsrechter: Ali Sabah (Iraq) |
| 24 april 2021 |                                                   |                                                                                |               | Stadion: King Fahd International Stadium, Riyadh Scheidsrechter: Ali Sabah (Iraq) |
| 24 april 2021 |                                                   |                                                                                |               | Stadion: King Fahd International Stadium, Riyadh Scheidsrechter: Ali Sabah (Iraq) |
|               |                                                   |                                                                                |               |                                                                                   |

|               |                |                                                                                |                      | |
| 27 april 2021 | Shabab Al-Ahli | 0–1                                                                            | Istiklol             | Stadion: King Fahd International Stadium, Riyadh Scheidsrechter: Mohd Amirul Izwan Yaacob (Malaysia) |
| 27 april 2021 |                | https://www.the-afc.com/competitions/afc-champions-league/matches/2021/2188151 | - A. Dzhalilov 90+6' | Stadion: King Fahd International Stadium, Riyadh Scheidsrechter: Mohd Amirul Izwan Yaacob (Malaysia) |
| 27 april 2021 |                |                                                                                |                      | Stadion: King Fahd International Stadium, Riyadh Scheidsrechter: Mohd Amirul Izwan Yaacob (Malaysia) |
| 27 april 2021 |                |                                                                                |                      | Stadion: King Fahd International Stadium, Riyadh Scheidsrechter: Mohd Amirul Izwan Yaacob (Malaysia) |
|               |                |                                                                                |                      | |

|               |      |                                                                                |                                            | |
| 27 april 2021 | AGMK | 0–3                                                                            | Al-Hilal                                   | Stadion: Prince Faisal bin Fahd Stadium, Riyadh Scheidsrechter: Hettikamkanamge Perera (Sri Lanka) |
| 27 april 2021 |      | https://www.the-afc.com/competitions/afc-champions-league/matches/2021/2188150 | - Vietto 39' - Gomis 47' - Al-Shahrani 58' | Stadion: Prince Faisal bin Fahd Stadium, Riyadh Scheidsrechter: Hettikamkanamge Perera (Sri Lanka) |
| 27 april 2021 |      |                                                                                |                                            | Stadion: Prince Faisal bin Fahd Stadium, Riyadh Scheidsrechter: Hettikamkanamge Perera (Sri Lanka) |
| 27 april 2021 |      |                                                                                |                                            | Stadion: Prince Faisal bin Fahd Stadium, Riyadh Scheidsrechter: Hettikamkanamge Perera (Sri Lanka) |
|               |      |                                                                                |                                            | |

|               |              |                                                                                |                            |                                                                                       |
| 30 april 2021 | Istiklol     | 1–2                                                                            | AGMK                       | Stadion: King Fahd International Stadium, Riyadh Scheidsrechter: Mohanad Qasim (Iraq) |
| 30 april 2021 | - Soirov 87' | https://www.the-afc.com/competitions/afc-champions-league/matches/2021/2188153 | - Polvonov 67' - Ðokic 79' | Stadion: King Fahd International Stadium, Riyadh Scheidsrechter: Mohanad Qasim (Iraq) |
| 30 april 2021 |              |                                                                                |                            | Stadion: King Fahd International Stadium, Riyadh Scheidsrechter: Mohanad Qasim (Iraq) |
| 30 april 2021 |              |                                                                                |                            | Stadion: King Fahd International Stadium, Riyadh Scheidsrechter: Mohanad Qasim (Iraq) |
|               |              |                                                                                |                            |                                                                                       |

|               |          |                                                                                |                         |                                                                                         |
| 30 april 2021 | Al-Hilal | 0–2                                                                            | Shabab Al-Ahli          | Stadion: Prince Faisal bin Fahd Stadium, Riyadh Scheidsrechter: Ali Abdulnabi (Bahrain) |
| 30 april 2021 |          | https://www.the-afc.com/competitions/afc-champions-league/matches/2021/2188152 | - Jesus 54' (pen.), 90' | Stadion: Prince Faisal bin Fahd Stadium, Riyadh Scheidsrechter: Ali Abdulnabi (Bahrain) |
| 30 april 2021 |          |                                                                                |                         | Stadion: Prince Faisal bin Fahd Stadium, Riyadh Scheidsrechter: Ali Abdulnabi (Bahrain) |
| 30 april 2021 |          |                                                                                |                         | Stadion: Prince Faisal bin Fahd Stadium, Riyadh Scheidsrechter: Ali Abdulnabi (Bahrain) |
|               |          |                                                                                |                         |                                                                                         |

#### Groep B
| Pos | Team              | Wed | W | G | V | Ptn | DV | DT | +/− |  | SHA | TRA | PAK | QUW |
| --- | ----------------- | --- | - | - | - | --- | -- | -- | --- |  | --- | --- | --- | --- |
| 1   | Sharjah (H)       | 6   | 3 | 2 | 1 | 11  | 9  | 6  | +3  |  | —   | 0–2 | 4–1 | 1–0 |
| 2   | Tractor           | 6   | 2 | 4 | 0 | 10  | 6  | 3  | +3  |  | 0–0 | —   | 0–0 | 1–0 |
| 3   | Pakhtakor         | 6   | 1 | 4 | 1 | 7   | 6  | 8  | −2  |  | 1–1 | 3–3 | —   | 1–0 |
| 4   | Al-Quwa Al-Jawiya | 6   | 0 | 2 | 4 | 2   | 2  | 6  | −4  |  | 2–3 | 0–0 | 0–0 | —   |

##### Wedstrijden
|                   |                                             |                                                                                |                                            |                                                                       |
| 14 april 2021 uur | Pakhtakor                                   | 3–3                                                                            | Tractor                                    | Stadion: Sharjah Stadium, Sharjah Scheidsrechter: Jumpei Iida (Japan) |
| 14 april 2021 uur | - Ceran 69' - Mukhiddinov 75' - Erkinov 82' | https://www.the-afc.com/competitions/afc-champions-league/matches/2021/2188155 | - Dejagah 53' - Abbaszadeh 56', 85' (pen.) | Stadion: Sharjah Stadium, Sharjah Scheidsrechter: Jumpei Iida (Japan) |
| 14 april 2021 uur |                                             |                                                                                |                                            | Stadion: Sharjah Stadium, Sharjah Scheidsrechter: Jumpei Iida (Japan) |
| 14 april 2021 uur |                                             |                                                                                |                                            | Stadion: Sharjah Stadium, Sharjah Scheidsrechter: Jumpei Iida (Japan) |
|                   |                                             |                                                                                |                                            |                                                                       |

|                   |                                             |                                                                                |                                            |                                                                       |
| 14 april 2021 uur | Pakhtakor                                   | 3–3                                                                            | Tractor                                    | Stadion: Sharjah Stadium, Sharjah Scheidsrechter: Jumpei Iida (Japan) |
| 14 april 2021 uur | - Ceran 69' - Mukhiddinov 75' - Erkinov 82' | https://www.the-afc.com/competitions/afc-champions-league/matches/2021/2188155 | - Dejagah 53' - Abbaszadeh 56', 85' (pen.) | Stadion: Sharjah Stadium, Sharjah Scheidsrechter: Jumpei Iida (Japan) |
| 14 april 2021 uur |                                             |                                                                                |                                            | Stadion: Sharjah Stadium, Sharjah Scheidsrechter: Jumpei Iida (Japan) |
| 14 april 2021 uur |                                             |                                                                                |                                            | Stadion: Sharjah Stadium, Sharjah Scheidsrechter: Jumpei Iida (Japan) |
|                   |                                             |                                                                                |                                            |                                                                       |

|                   |                                                                                |     |           |                                                                               |
| 17 april 2021 uur | Al-Quwa Al-Jawiya                                                              | 0–0 | Pakhtakor | Stadion: Sharjah Stadium, Sharjah Scheidsrechter: Hussein Abo Yehia (Lebanon) |
| 17 april 2021 uur | https://www.the-afc.com/competitions/afc-champions-league/matches/2021/2188156 |     |           | Stadion: Sharjah Stadium, Sharjah Scheidsrechter: Hussein Abo Yehia (Lebanon) |
| 17 april 2021 uur |                                                                                |     |           | Stadion: Sharjah Stadium, Sharjah Scheidsrechter: Hussein Abo Yehia (Lebanon) |
| 17 april 2021 uur |                                                                                |     |           | Stadion: Sharjah Stadium, Sharjah Scheidsrechter: Hussein Abo Yehia (Lebanon) |
|                   |                                                                                |     |           |                                                                               |

|                   |                                                                                |     |         |                                                                   |
| 17 april 2021 uur | Tractor                                                                        | 0–0 | Sharjah | Stadion: Sharjah Stadium, Sharjah Scheidsrechter: Ma Ning (China) |
| 17 april 2021 uur | https://www.the-afc.com/competitions/afc-champions-league/matches/2021/2188157 |     |         | Stadion: Sharjah Stadium, Sharjah Scheidsrechter: Ma Ning (China) |
| 17 april 2021 uur |                                                                                |     |         | Stadion: Sharjah Stadium, Sharjah Scheidsrechter: Ma Ning (China) |
| 17 april 2021 uur |                                                                                |     |         | Stadion: Sharjah Stadium, Sharjah Scheidsrechter: Ma Ning (China) |
|                   |                                                                                |     |         |                                                                   |

|                   |                                                                                |     |         |                                                                       |
| 20 april 2021 uur | Al-Quwa Al-Jawiya                                                              | 0–0 | Tractor | Stadion: Sharjah Stadium, Sharjah Scheidsrechter: Ahmed Al-Kaf (Oman) |
| 20 april 2021 uur | https://www.the-afc.com/competitions/afc-champions-league/matches/2021/2188158 |     |         | Stadion: Sharjah Stadium, Sharjah Scheidsrechter: Ahmed Al-Kaf (Oman) |
| 20 april 2021 uur |                                                                                |     |         | Stadion: Sharjah Stadium, Sharjah Scheidsrechter: Ahmed Al-Kaf (Oman) |
| 20 april 2021 uur |                                                                                |     |         | Stadion: Sharjah Stadium, Sharjah Scheidsrechter: Ahmed Al-Kaf (Oman) |
|                   |                                                                                |     |         |                                                                       |

|                   |                                                          |                                                                                |             |                                                                       |
| 20 april 2021 uur | Sharjah                                                  | 4–1                                                                            | Pakhtakor   | Stadion: Sharjah Stadium, Sharjah Scheidsrechter: Jumpei Iida (Japan) |
| 20 april 2021 uur | - Ba Wazir 10' - S. Saleh 26' - Caio 58' - Luanzinho 62' | https://www.the-afc.com/competitions/afc-champions-league/matches/2021/2188159 | - Ceran 21' | Stadion: Sharjah Stadium, Sharjah Scheidsrechter: Jumpei Iida (Japan) |
| 20 april 2021 uur |                                                          |                                                                                |             | Stadion: Sharjah Stadium, Sharjah Scheidsrechter: Jumpei Iida (Japan) |
| 20 april 2021 uur |                                                          |                                                                                |             | Stadion: Sharjah Stadium, Sharjah Scheidsrechter: Jumpei Iida (Japan) |
|                   |                                                          |                                                                                |             |                                                                       |

|                   |              |                                                                                |                   |                                                                       |
| 23 april 2021 uur | Tractor      | 1–0                                                                            | Al-Quwa Al-Jawiya | Stadion: Sharjah Stadium, Sharjah Scheidsrechter: Jumpei Iida (Japan) |
| 23 april 2021 uur | - Tikdari 2' | https://www.the-afc.com/competitions/afc-champions-league/matches/2021/2188160 |                   | Stadion: Sharjah Stadium, Sharjah Scheidsrechter: Jumpei Iida (Japan) |
| 23 april 2021 uur |              |                                                                                |                   | Stadion: Sharjah Stadium, Sharjah Scheidsrechter: Jumpei Iida (Japan) |
| 23 april 2021 uur |              |                                                                                |                   | Stadion: Sharjah Stadium, Sharjah Scheidsrechter: Jumpei Iida (Japan) |
|                   |              |                                                                                |                   |                                                                       |

|                   |                |                                                                                |               |                                                                   |
| 23 april 2021 uur | Pakhtakor      | 1–1                                                                            | Sharjah       | Stadion: Sharjah Stadium, Sharjah Scheidsrechter: Fu Ming (China) |
| 23 april 2021 uur | - Derdiyok 59' | https://www.the-afc.com/competitions/afc-champions-league/matches/2021/2188161 | - Khalfan 87' | Stadion: Sharjah Stadium, Sharjah Scheidsrechter: Fu Ming (China) |
| 23 april 2021 uur |                |                                                                                |               | Stadion: Sharjah Stadium, Sharjah Scheidsrechter: Fu Ming (China) |
| 23 april 2021 uur |                |                                                                                |               | Stadion: Sharjah Stadium, Sharjah Scheidsrechter: Fu Ming (China) |
|                   |                |                                                                                |               |                                                                   |

|                   |                                                                                |     |           |                                                                               |
| 26 april 2021 uur | Tractor                                                                        | 0–0 | Pakhtakor | Stadion: Sharjah Stadium, Sharjah Scheidsrechter: Hussein Abo Yehia (Lebanon) |
| 26 april 2021 uur | https://www.the-afc.com/competitions/afc-champions-league/matches/2021/2188163 |     |           | Stadion: Sharjah Stadium, Sharjah Scheidsrechter: Hussein Abo Yehia (Lebanon) |
| 26 april 2021 uur |                                                                                |     |           | Stadion: Sharjah Stadium, Sharjah Scheidsrechter: Hussein Abo Yehia (Lebanon) |
| 26 april 2021 uur |                                                                                |     |           | Stadion: Sharjah Stadium, Sharjah Scheidsrechter: Hussein Abo Yehia (Lebanon) |
|                   |                                                                                |     |           |                                                                               |

|                   |                     |                                                                                |                                    |                                                                       |
| 26 april 2021 uur | Al-Quwa Al-Jawiya   | 2–3                                                                            | Sharjah                            | Stadion: Sharjah Stadium, Sharjah Scheidsrechter: Ahmed Al-Kaf (Oman) |
| 26 april 2021 uur | - Collazos 15', 52' | https://www.the-afc.com/competitions/afc-champions-league/matches/2021/2188162 | - Ba Wazir 25' - S. Saleh 35', 60' | Stadion: Sharjah Stadium, Sharjah Scheidsrechter: Ahmed Al-Kaf (Oman) |
| 26 april 2021 uur |                     |                                                                                |                                    | Stadion: Sharjah Stadium, Sharjah Scheidsrechter: Ahmed Al-Kaf (Oman) |
| 26 april 2021 uur |                     |                                                                                |                                    | Stadion: Sharjah Stadium, Sharjah Scheidsrechter: Ahmed Al-Kaf (Oman) |
|                   |                     |                                                                                |                                    |                                                                       |

|                   |                     |                                                                                |                   |                                                                             |
| 29 april 2021 uur | Pakhtakor           | 1–0                                                                            | Al-Quwa Al-Jawiya | Stadion: Sharjah Stadium, Sharjah Scheidsrechter: Nawaf Shukralla (Bahrain) |
| 29 april 2021 uur | - Kholdorkhonov 79' | https://www.the-afc.com/competitions/afc-champions-league/matches/2021/2188165 |                   | Stadion: Sharjah Stadium, Sharjah Scheidsrechter: Nawaf Shukralla (Bahrain) |
| 29 april 2021 uur |                     |                                                                                |                   | Stadion: Sharjah Stadium, Sharjah Scheidsrechter: Nawaf Shukralla (Bahrain) |
| 29 april 2021 uur |                     |                                                                                |                   | Stadion: Sharjah Stadium, Sharjah Scheidsrechter: Nawaf Shukralla (Bahrain) |
|                   |                     |                                                                                |                   |                                                                             |

|                   |         |                                                                                |                      |                                                                       |
| 29 april 2021 uur | Sharjah | 0–2                                                                            | Tractor              | Stadion: Sharjah Stadium, Sharjah Scheidsrechter: Jumpei Iida (Japan) |
| 29 april 2021 uur |         | https://www.the-afc.com/competitions/afc-champions-league/matches/2021/2188164 | - Abbaszadeh 7', 66' | Stadion: Sharjah Stadium, Sharjah Scheidsrechter: Jumpei Iida (Japan) |
| 29 april 2021 uur |         |                                                                                |                      | Stadion: Sharjah Stadium, Sharjah Scheidsrechter: Jumpei Iida (Japan) |
| 29 april 2021 uur |         |                                                                                |                      | Stadion: Sharjah Stadium, Sharjah Scheidsrechter: Jumpei Iida (Japan) |
|                   |         |                                                                                |                      |                                                                       |

#### Groep C
| Pos | Team        | Wed | W | G | V | Ptn | DV | DT | +/− |  | EST | DUH | AHL | SHO |
| --- | ----------- | --- | - | - | - | --- | -- | -- | --- |  | --- | --- | --- | --- |
| 1   | Esteghlal   | 6   | 3 | 2 | 1 | 11  | 14 | 8  | +6  |  | —   | 2–2 | 5–2 | 1–0 |
| 2   | Al-Duhail   | 6   | 2 | 3 | 1 | 9   | 11 | 9  | +2  |  | 4–3 | —   | 1–1 | 2–0 |
| 3   | Al-Ahli (H) | 6   | 2 | 3 | 1 | 9   | 9  | 8  | +1  |  | 0–0 | 1–1 | —   | 2–1 |
| 4   | Al-Shorta   | 6   | 1 | 0 | 5 | 3   | 3  | 12 | −9  |  | 0–3 | 2–1 | 0–3 | —   |

##### Wedstrijden
|                   |           |     |           |                                 |
| 15 april 2021 uur | Al-Duhail | 2-0 | Al-Shorta | Toeschouwers: 0 Scheidsrechter: |
| 15 april 2021 uur |           |     |           | Toeschouwers: 0 Scheidsrechter: |
| 15 april 2021 uur |           |     |           | Toeschouwers: 0 Scheidsrechter: |
| 15 april 2021 uur |           |     |           | Toeschouwers: 0 Scheidsrechter: |
|                   |           |     |           |                                 |

|                   |           |     |                |                                 |
| 15 april 2021 uur | Esteghlal | 5-2 | Al Ahli Saoedi | Toeschouwers: 0 Scheidsrechter: |
| 15 april 2021 uur |           |     |                | Toeschouwers: 0 Scheidsrechter: |
| 15 april 2021 uur |           |     |                | Toeschouwers: 0 Scheidsrechter: |
| 15 april 2021 uur |           |     |                | Toeschouwers: 0 Scheidsrechter: |
|                   |           |     |                |                                 |

|                   |                |     |           |                                 |
| 18 april 2021 uur | Al Ahli Saoedi | 1-1 | Al Duhail | Toeschouwers: 0 Scheidsrechter: |
| 18 april 2021 uur |                |     |           | Toeschouwers: 0 Scheidsrechter: |
| 18 april 2021 uur |                |     |           | Toeschouwers: 0 Scheidsrechter: |
| 18 april 2021 uur |                |     |           | Toeschouwers: 0 Scheidsrechter: |
|                   |                |     |           |                                 |

|                   |           |     |           |                                 |
| 18 april 2021 uur | Al Shorta | 0-3 | Esteghlal | Toeschouwers: 0 Scheidsrechter: |
| 18 april 2021 uur |           |     |           | Toeschouwers: 0 Scheidsrechter: |
| 18 april 2021 uur |           |     |           | Toeschouwers: 0 Scheidsrechter: |
| 18 april 2021 uur |           |     |           | Toeschouwers: 0 Scheidsrechter: |
|                   |           |     |           |                                 |

|                   |           |     |           |                                 |
| 21 april 2021 uur | Al Duhail | 4-3 | Esteghlal | Toeschouwers: 0 Scheidsrechter: |
| 21 april 2021 uur |           |     |           | Toeschouwers: 0 Scheidsrechter: |
| 21 april 2021 uur |           |     |           | Toeschouwers: 0 Scheidsrechter: |
| 21 april 2021 uur |           |     |           | Toeschouwers: 0 Scheidsrechter: |
|                   |           |     |           |                                 |

|                   |           |     |                |                                 |
| 21 april 2021 uur | Al Shorta | 0-3 | Al Ahli Saoedi | Toeschouwers: 0 Scheidsrechter: |
| 21 april 2021 uur |           |     |                | Toeschouwers: 0 Scheidsrechter: |
| 21 april 2021 uur |           |     |                | Toeschouwers: 0 Scheidsrechter: |
| 21 april 2021 uur |           |     |                | Toeschouwers: 0 Scheidsrechter: |
|                   |           |     |                |                                 |

|                   |                |     |           |                                 |
| 24 april 2021 uur | Al Ahli Saoedi | 2-1 | Al Shorta | Toeschouwers: 0 Scheidsrechter: |
| 24 april 2021 uur |                |     |           | Toeschouwers: 0 Scheidsrechter: |
| 24 april 2021 uur |                |     |           | Toeschouwers: 0 Scheidsrechter: |
| 24 april 2021 uur |                |     |           | Toeschouwers: 0 Scheidsrechter: |
|                   |                |     |           |                                 |

|                   |           |     |           |                                 |
| 24 april 2021 uur | Esteghlal | 2-2 | Al Duhail | Toeschouwers: 0 Scheidsrechter: |
| 24 april 2021 uur |           |     |           | Toeschouwers: 0 Scheidsrechter: |
| 24 april 2021 uur |           |     |           | Toeschouwers: 0 Scheidsrechter: |
| 24 april 2021 uur |           |     |           | Toeschouwers: 0 Scheidsrechter: |
|                   |           |     |           |                                 |

|                   |           |     |           |                                 |
| 27 april 2021 uur | Al Shorta | 2-1 | Al Duhail | Toeschouwers: 0 Scheidsrechter: |
| 27 april 2021 uur |           |     |           | Toeschouwers: 0 Scheidsrechter: |
| 27 april 2021 uur |           |     |           | Toeschouwers: 0 Scheidsrechter: |
| 27 april 2021 uur |           |     |           | Toeschouwers: 0 Scheidsrechter: |
|                   |           |     |           |                                 |

|                   |                |     |           |                                 |
| 27 april 2021 uur | Al Ahli Saoedi | 0-0 | Esteghlal | Toeschouwers: 0 Scheidsrechter: |
| 27 april 2021 uur |                |     |           | Toeschouwers: 0 Scheidsrechter: |
| 27 april 2021 uur |                |     |           | Toeschouwers: 0 Scheidsrechter: |
| 27 april 2021 uur |                |     |           | Toeschouwers: 0 Scheidsrechter: |
|                   |                |     |           |                                 |

|                   |           |     |           |                                 |
| 30 april 2021 uur | Esteghlal | 1-0 | Al Shorta | Toeschouwers: 0 Scheidsrechter: |
| 30 april 2021 uur |           |     |           | Toeschouwers: 0 Scheidsrechter: |
| 30 april 2021 uur |           |     |           | Toeschouwers: 0 Scheidsrechter: |
| 30 april 2021 uur |           |     |           | Toeschouwers: 0 Scheidsrechter: |
|                   |           |     |           |                                 |

|                   |           |     |                |                                 |
| 30 april 2021 uur | Al Duhail | 1-1 | Al Ahli Saoedi | Toeschouwers: 0 Scheidsrechter: |
| 30 april 2021 uur |           |     |                | Toeschouwers: 0 Scheidsrechter: |
| 30 april 2021 uur |           |     |                | Toeschouwers: 0 Scheidsrechter: |
| 30 april 2021 uur |           |     |                | Toeschouwers: 0 Scheidsrechter: |
|                   |           |     |                |                                 |

#### Groep D
| Pos | Team         | Wed | W | G | V | Ptn | DV | DT | +/− |  | NAS | SAD | WEH | FOO |
| --- | ------------ | --- | - | - | - | --- | -- | -- | --- |  | --- | --- | --- | --- |
| 1   | Al-Nassr (H) | 6   | 3 | 2 | 1 | 11  | 9  | 5  | +4  |  | —   | 3–1 | 1–2 | 2–0 |
| 2   | Al-Sadd      | 6   | 3 | 1 | 2 | 10  | 9  | 7  | +2  |  | 1–2 | —   | 3–1 | 1–1 |
| 3   | Al-Wehdat    | 6   | 2 | 1 | 3 | 7   | 4  | 7  | −3  |  | 0–0 | 0–2 | —   | 1–0 |
| 4   | Foolad       | 6   | 1 | 2 | 3 | 5   | 3  | 6  | −3  |  | 1–1 | 0–1 | 1–0 | —   |

##### Wedstrijden
|                   |           |     |             |                                 |
| 14 april 2021 uur | Al Wehdat | 0-0 | Al Nassr FC | Toeschouwers: 0 Scheidsrechter: |
| 14 april 2021 uur |           |     |             | Toeschouwers: 0 Scheidsrechter: |
| 14 april 2021 uur |           |     |             | Toeschouwers: 0 Scheidsrechter: |
| 14 april 2021 uur |           |     |             | Toeschouwers: 0 Scheidsrechter: |
|                   |           |     |             |                                 |

|                   |         |     |        |                                 |
| 14 april 2021 uur | Al Sadd | 1-1 | Foolad | Toeschouwers: 0 Scheidsrechter: |
| 14 april 2021 uur |         |     |        | Toeschouwers: 0 Scheidsrechter: |
| 14 april 2021 uur |         |     |        | Toeschouwers: 0 Scheidsrechter: |
| 14 april 2021 uur |         |     |        | Toeschouwers: 0 Scheidsrechter: |
|                   |         |     |        |                                 |

|                   |             |     |         |                                 |
| 17 april 2021 uur | Al Nassr FC | 3-1 | Al Sadd | Toeschouwers: 0 Scheidsrechter: |
| 17 april 2021 uur |             |     |         | Toeschouwers: 0 Scheidsrechter: |
| 17 april 2021 uur |             |     |         | Toeschouwers: 0 Scheidsrechter: |
| 17 april 2021 uur |             |     |         | Toeschouwers: 0 Scheidsrechter: |
|                   |             |     |         |                                 |

|                   |        |     |           |                                 |
| 17 april 2021 uur | Foolad | 1-0 | Al Wehdat | Toeschouwers: 0 Scheidsrechter: |
| 17 april 2021 uur |        |     |           | Toeschouwers: 0 Scheidsrechter: |
| 17 april 2021 uur |        |     |           | Toeschouwers: 0 Scheidsrechter: |
| 17 april 2021 uur |        |     |           | Toeschouwers: 0 Scheidsrechter: |
|                   |        |     |           |                                 |

|                   |                          |   |                          |                                 |
| 20 april 2021 uur | Vlag van onbekend gebied | v | Vlag van onbekend gebied | Toeschouwers: 0 Scheidsrechter: |
| 20 april 2021 uur |                          |   |                          | Toeschouwers: 0 Scheidsrechter: |
| 20 april 2021 uur |                          |   |                          | Toeschouwers: 0 Scheidsrechter: |
| 20 april 2021 uur |                          |   |                          | Toeschouwers: 0 Scheidsrechter: |
|                   |                          |   |                          |                                 |

|                   |                          |   |                          |                                 |
| 20 april 2021 uur | Vlag van onbekend gebied | v | Vlag van onbekend gebied | Toeschouwers: 0 Scheidsrechter: |
| 20 april 2021 uur |                          |   |                          | Toeschouwers: 0 Scheidsrechter: |
| 20 april 2021 uur |                          |   |                          | Toeschouwers: 0 Scheidsrechter: |
| 20 april 2021 uur |                          |   |                          | Toeschouwers: 0 Scheidsrechter: |
|                   |                          |   |                          |                                 |

|                   |                          |   |                          |                                 |
| 23 april 2021 uur | Vlag van onbekend gebied | v | Vlag van onbekend gebied | Toeschouwers: 0 Scheidsrechter: |
| 23 april 2021 uur |                          |   |                          | Toeschouwers: 0 Scheidsrechter: |
| 23 april 2021 uur |                          |   |                          | Toeschouwers: 0 Scheidsrechter: |
| 23 april 2021 uur |                          |   |                          | Toeschouwers: 0 Scheidsrechter: |
|                   |                          |   |                          |                                 |

|                   |                          |   |                          |                                 |
| 23 april 2021 uur | Vlag van onbekend gebied | v | Vlag van onbekend gebied | Toeschouwers: 0 Scheidsrechter: |
| 23 april 2021 uur |                          |   |                          | Toeschouwers: 0 Scheidsrechter: |
| 23 april 2021 uur |                          |   |                          | Toeschouwers: 0 Scheidsrechter: |
| 23 april 2021 uur |                          |   |                          | Toeschouwers: 0 Scheidsrechter: |
|                   |                          |   |                          |                                 |

|                   |                          |   |                          |                                 |
| 26 april 2021 uur | Vlag van onbekend gebied | v | Vlag van onbekend gebied | Toeschouwers: 0 Scheidsrechter: |
| 26 april 2021 uur |                          |   |                          | Toeschouwers: 0 Scheidsrechter: |
| 26 april 2021 uur |                          |   |                          | Toeschouwers: 0 Scheidsrechter: |
| 26 april 2021 uur |                          |   |                          | Toeschouwers: 0 Scheidsrechter: |
|                   |                          |   |                          |                                 |

|                   |                          |   |                          |                                 |
| 26 april 2021 uur | Vlag van onbekend gebied | v | Vlag van onbekend gebied | Toeschouwers: 0 Scheidsrechter: |
| 26 april 2021 uur |                          |   |                          | Toeschouwers: 0 Scheidsrechter: |
| 26 april 2021 uur |                          |   |                          | Toeschouwers: 0 Scheidsrechter: |
| 26 april 2021 uur |                          |   |                          | Toeschouwers: 0 Scheidsrechter: |
|                   |                          |   |                          |                                 |

|                   |                          |   |                          |                                 |
| 29 april 2021 uur | Vlag van onbekend gebied | v | Vlag van onbekend gebied | Toeschouwers: 0 Scheidsrechter: |
| 29 april 2021 uur |                          |   |                          | Toeschouwers: 0 Scheidsrechter: |
| 29 april 2021 uur |                          |   |                          | Toeschouwers: 0 Scheidsrechter: |
| 29 april 2021 uur |                          |   |                          | Toeschouwers: 0 Scheidsrechter: |
|                   |                          |   |                          |                                 |

|                   |                          |   |                          |                                 |
| 29 april 2021 uur | Vlag van onbekend gebied | v | Vlag van onbekend gebied | Toeschouwers: 0 Scheidsrechter: |
| 29 april 2021 uur |                          |   |                          | Toeschouwers: 0 Scheidsrechter: |
| 29 april 2021 uur |                          |   |                          | Toeschouwers: 0 Scheidsrechter: |
| 29 april 2021 uur |                          |   |                          | Toeschouwers: 0 Scheidsrechter: |
|                   |                          |   |                          |                                 |

#### Groep E
| Pos | Team       | Wed | W | G | V | Ptn | DV | DT | +/− |  | PER | WAH | GOA | RAY |
| --- | ---------- | --- | - | - | - | --- | -- | -- | --- |  | --- | --- | --- | --- |
| 1   | Persepolis | 6   | 5 | 0 | 1 | 15  | 14 | 5  | +9  |  | —   | 1–0 | 2–1 | 4–2 |
| 2   | Al-Wahda   | 6   | 4 | 1 | 1 | 13  | 7  | 3  | +4  |  | 1–0 | —   | 0–0 | 3–2 |
| 3   | Goa (H)    | 6   | 0 | 3 | 3 | 3   | 2  | 9  | −7  |  | 0–4 | 0–2 | —   | 0–0 |
| 4   | Al-Rayyan  | 6   | 0 | 2 | 4 | 2   | 6  | 12 | −6  |  | 1–3 | 0–1 | 1–1 | —   |

##### Wedstrijden
|                |                          |   |                          |                                 |
| april 2021 uur | Vlag van onbekend gebied | v | Vlag van onbekend gebied | Toeschouwers: 0 Scheidsrechter: |
| april 2021 uur |                          |   |                          | Toeschouwers: 0 Scheidsrechter: |
| april 2021 uur |                          |   |                          | Toeschouwers: 0 Scheidsrechter: |
| april 2021 uur |                          |   |                          | Toeschouwers: 0 Scheidsrechter: |
|                |                          |   |                          |                                 |

|                |                          |   |                          |                                 |
| april 2021 uur | Vlag van onbekend gebied | v | Vlag van onbekend gebied | Toeschouwers: 0 Scheidsrechter: |
| april 2021 uur |                          |   |                          | Toeschouwers: 0 Scheidsrechter: |
| april 2021 uur |                          |   |                          | Toeschouwers: 0 Scheidsrechter: |
| april 2021 uur |                          |   |                          | Toeschouwers: 0 Scheidsrechter: |
|                |                          |   |                          |                                 |

|                |                          |   |                          |                                 |
| april 2021 uur | Vlag van onbekend gebied | v | Vlag van onbekend gebied | Toeschouwers: 0 Scheidsrechter: |
| april 2021 uur |                          |   |                          | Toeschouwers: 0 Scheidsrechter: |
| april 2021 uur |                          |   |                          | Toeschouwers: 0 Scheidsrechter: |
| april 2021 uur |                          |   |                          | Toeschouwers: 0 Scheidsrechter: |
|                |                          |   |                          |                                 |

|                |                          |   |                          |                                 |
| april 2021 uur | Vlag van onbekend gebied | v | Vlag van onbekend gebied | Toeschouwers: 0 Scheidsrechter: |
| april 2021 uur |                          |   |                          | Toeschouwers: 0 Scheidsrechter: |
| april 2021 uur |                          |   |                          | Toeschouwers: 0 Scheidsrechter: |
| april 2021 uur |                          |   |                          | Toeschouwers: 0 Scheidsrechter: |
|                |                          |   |                          |                                 |

|                |                          |   |                          |                                 |
| april 2021 uur | Vlag van onbekend gebied | v | Vlag van onbekend gebied | Toeschouwers: 0 Scheidsrechter: |
| april 2021 uur |                          |   |                          | Toeschouwers: 0 Scheidsrechter: |
| april 2021 uur |                          |   |                          | Toeschouwers: 0 Scheidsrechter: |
| april 2021 uur |                          |   |                          | Toeschouwers: 0 Scheidsrechter: |
|                |                          |   |                          |                                 |

|                |                          |   |                          |                                 |
| april 2021 uur | Vlag van onbekend gebied | v | Vlag van onbekend gebied | Toeschouwers: 0 Scheidsrechter: |
| april 2021 uur |                          |   |                          | Toeschouwers: 0 Scheidsrechter: |
| april 2021 uur |                          |   |                          | Toeschouwers: 0 Scheidsrechter: |
| april 2021 uur |                          |   |                          | Toeschouwers: 0 Scheidsrechter: |
|                |                          |   |                          |                                 |

|                |                          |   |                          |                                 |
| april 2021 uur | Vlag van onbekend gebied | v | Vlag van onbekend gebied | Toeschouwers: 0 Scheidsrechter: |
| april 2021 uur |                          |   |                          | Toeschouwers: 0 Scheidsrechter: |
| april 2021 uur |                          |   |                          | Toeschouwers: 0 Scheidsrechter: |
| april 2021 uur |                          |   |                          | Toeschouwers: 0 Scheidsrechter: |
|                |                          |   |                          |                                 |

|                |                          |   |                          |                                 |
| april 2021 uur | Vlag van onbekend gebied | v | Vlag van onbekend gebied | Toeschouwers: 0 Scheidsrechter: |
| april 2021 uur |                          |   |                          | Toeschouwers: 0 Scheidsrechter: |
| april 2021 uur |                          |   |                          | Toeschouwers: 0 Scheidsrechter: |
| april 2021 uur |                          |   |                          | Toeschouwers: 0 Scheidsrechter: |
|                |                          |   |                          |                                 |

|                |                          |   |                          |                                 |
| april 2021 uur | Vlag van onbekend gebied | v | Vlag van onbekend gebied | Toeschouwers: 0 Scheidsrechter: |
| april 2021 uur |                          |   |                          | Toeschouwers: 0 Scheidsrechter: |
| april 2021 uur |                          |   |                          | Toeschouwers: 0 Scheidsrechter: |
| april 2021 uur |                          |   |                          | Toeschouwers: 0 Scheidsrechter: |
|                |                          |   |                          |                                 |

|                |                          |   |                          |                                 |
| april 2021 uur | Vlag van onbekend gebied | v | Vlag van onbekend gebied | Toeschouwers: 0 Scheidsrechter: |
| april 2021 uur |                          |   |                          | Toeschouwers: 0 Scheidsrechter: |
| april 2021 uur |                          |   |                          | Toeschouwers: 0 Scheidsrechter: |
| april 2021 uur |                          |   |                          | Toeschouwers: 0 Scheidsrechter: |
|                |                          |   |                          |                                 |

|                |                          |   |                          |                                 |
| april 2021 uur | Vlag van onbekend gebied | v | Vlag van onbekend gebied | Toeschouwers: 0 Scheidsrechter: |
| april 2021 uur |                          |   |                          | Toeschouwers: 0 Scheidsrechter: |
| april 2021 uur |                          |   |                          | Toeschouwers: 0 Scheidsrechter: |
| april 2021 uur |                          |   |                          | Toeschouwers: 0 Scheidsrechter: |
|                |                          |   |                          |                                 |

|                |                          |   |                          |                                 |
| april 2021 uur | Vlag van onbekend gebied | v | Vlag van onbekend gebied | Toeschouwers: 0 Scheidsrechter: |
| april 2021 uur |                          |   |                          | Toeschouwers: 0 Scheidsrechter: |
| april 2021 uur |                          |   |                          | Toeschouwers: 0 Scheidsrechter: |
| april 2021 uur |                          |   |                          | Toeschouwers: 0 Scheidsrechter: |
|                |                          |   |                          |                                 |

#### Groep F
| Pos | Team                 | Wed | W | G | V | Ptn | DV | DT | +/− |  | ULS    | PAT | VIE | KAY    |
| --- | -------------------- | --- | - | - | - | --- | -- | -- | --- |  | ------ | --- | --- | ------ |
| 1   | Ulsan Hyundai (A)    | 5   | 5 | 0 | 0 | 15  | 11 | 1  | +10 |  | —      | 2–0 | 3–0 | 2–1    |
| 2   | BG Pathum United (A) | 5   | 4 | 0 | 1 | 12  | 10 | 4  | +6  |  | 11 Jul | —   | 2–0 | 4–1    |
| 3   | Viêttel (E)          | 5   | 1 | 0 | 4 | 3   | 6  | 9  | −3  |  | 0–1    | 1–3 | —   | 11 Jul |
| 4   | Kaya FC Iloilo (E)   | 5   | 0 | 0 | 5 | 0   | 2  | 15 | −13 |  | 0–3    | 0–1 | 0–5 | —      |

##### Wedstrijden
|                        |                  |       |             |                                                                                  |
| 26 juni 2021 17:00 uur | BG Pathum United | 4 - 1 | Kaya-Iloilo | Stadion: Pathum Thani-stadion, Bangkok, Thailand Toeschouwers: 0 Scheidsrechter: |
| 26 juni 2021 17:00 uur |                  |       |             | Stadion: Pathum Thani-stadion, Bangkok, Thailand Toeschouwers: 0 Scheidsrechter: |
| 26 juni 2021 17:00 uur |                  |       |             | Stadion: Pathum Thani-stadion, Bangkok, Thailand Toeschouwers: 0 Scheidsrechter: |
| 26 juni 2021 17:00 uur |                  |       |             | Stadion: Pathum Thani-stadion, Bangkok, Thailand Toeschouwers: 0 Scheidsrechter: |
|                        |                  |       |             |                                                                                  |

|                        |            |       |               |                                                                                  |
| 26 juni 2021 21:00 uur | Viettel FC | 0 - 1 | Ulsan Hyundai | Stadion: Pathum Thani-stadion, Bangkok, Thailand Toeschouwers: 0 Scheidsrechter: |
| 26 juni 2021 21:00 uur |            |       |               | Stadion: Pathum Thani-stadion, Bangkok, Thailand Toeschouwers: 0 Scheidsrechter: |
| 26 juni 2021 21:00 uur |            |       |               | Stadion: Pathum Thani-stadion, Bangkok, Thailand Toeschouwers: 0 Scheidsrechter: |
| 26 juni 2021 21:00 uur |            |       |               | Stadion: Pathum Thani-stadion, Bangkok, Thailand Toeschouwers: 0 Scheidsrechter: |
|                        |            |       |               |                                                                                  |

|                        |               |       |                  |                                                                                  |
| 29 juni 2021 17:00 uur | Ulsan Hyundai | 2 - 0 | BG Pathum United | Stadion: Pathum Thani-stadion, Bangkok, Thailand Toeschouwers: 0 Scheidsrechter: |
| 29 juni 2021 17:00 uur |               |       |                  | Stadion: Pathum Thani-stadion, Bangkok, Thailand Toeschouwers: 0 Scheidsrechter: |
| 29 juni 2021 17:00 uur |               |       |                  | Stadion: Pathum Thani-stadion, Bangkok, Thailand Toeschouwers: 0 Scheidsrechter: |
| 29 juni 2021 17:00 uur |               |       |                  | Stadion: Pathum Thani-stadion, Bangkok, Thailand Toeschouwers: 0 Scheidsrechter: |
|                        |               |       |                  |                                                                                  |

|                        |             |       |            |                                                                                  |
| 29 juni 2021 21:00 uur | Kaya-Iloilo | 0 - 5 | Viettel FC | Stadion: Pathum Thani-stadion, Bangkok, Thailand Toeschouwers: 0 Scheidsrechter: |
| 29 juni 2021 21:00 uur |             |       |            | Stadion: Pathum Thani-stadion, Bangkok, Thailand Toeschouwers: 0 Scheidsrechter: |
| 29 juni 2021 21:00 uur |             |       |            | Stadion: Pathum Thani-stadion, Bangkok, Thailand Toeschouwers: 0 Scheidsrechter: |
| 29 juni 2021 21:00 uur |             |       |            | Stadion: Pathum Thani-stadion, Bangkok, Thailand Toeschouwers: 0 Scheidsrechter: |
|                        |             |       |            |                                                                                  |

|                       |             |       |               |                                                                                  |
| 2 juli 2021 17:00 uur | Kaya-Iloilo | 0 - 3 | Ulsan Hyundai | Stadion: Pathum Thani-stadion, Bangkok, Thailand Toeschouwers: 0 Scheidsrechter: |
| 2 juli 2021 17:00 uur |             |       |               | Stadion: Pathum Thani-stadion, Bangkok, Thailand Toeschouwers: 0 Scheidsrechter: |
| 2 juli 2021 17:00 uur |             |       |               | Stadion: Pathum Thani-stadion, Bangkok, Thailand Toeschouwers: 0 Scheidsrechter: |
| 2 juli 2021 17:00 uur |             |       |               | Stadion: Pathum Thani-stadion, Bangkok, Thailand Toeschouwers: 0 Scheidsrechter: |
|                       |             |       |               |                                                                                  |

|                       |                  |       |            |                                                                                  |
| 2 juli 2021 21:00 uur | BG Pathum United | 2 - 0 | Viettel FC | Stadion: Pathum Thani-stadion, Bangkok, Thailand Toeschouwers: 0 Scheidsrechter: |
| 2 juli 2021 21:00 uur |                  |       |            | Stadion: Pathum Thani-stadion, Bangkok, Thailand Toeschouwers: 0 Scheidsrechter: |
| 2 juli 2021 21:00 uur |                  |       |            | Stadion: Pathum Thani-stadion, Bangkok, Thailand Toeschouwers: 0 Scheidsrechter: |
| 2 juli 2021 21:00 uur |                  |       |            | Stadion: Pathum Thani-stadion, Bangkok, Thailand Toeschouwers: 0 Scheidsrechter: |
|                       |                  |       |            |                                                                                  |

|                       |               |       |             |                                                                                  |
| 5 juli 2021 17:00 uur | Ulsan Hyundai | 2 - 1 | Kaya-Iloilo | Stadion: Pathum Thani-stadion, Bangkok, Thailand Toeschouwers: 0 Scheidsrechter: |
| 5 juli 2021 17:00 uur |               |       |             | Stadion: Pathum Thani-stadion, Bangkok, Thailand Toeschouwers: 0 Scheidsrechter: |
| 5 juli 2021 17:00 uur |               |       |             | Stadion: Pathum Thani-stadion, Bangkok, Thailand Toeschouwers: 0 Scheidsrechter: |
| 5 juli 2021 17:00 uur |               |       |             | Stadion: Pathum Thani-stadion, Bangkok, Thailand Toeschouwers: 0 Scheidsrechter: |
|                       |               |       |             |                                                                                  |

|                       |         |       |                  |                                                                                  |
| 5 juli 2021 21:00 uur | Viettel | 1 - 3 | BG Pathum United | Stadion: Pathum Thani-stadion, Bangkok, Thailand Toeschouwers: 0 Scheidsrechter: |
| 5 juli 2021 21:00 uur |         |       |                  | Stadion: Pathum Thani-stadion, Bangkok, Thailand Toeschouwers: 0 Scheidsrechter: |
| 5 juli 2021 21:00 uur |         |       |                  | Stadion: Pathum Thani-stadion, Bangkok, Thailand Toeschouwers: 0 Scheidsrechter: |
| 5 juli 2021 21:00 uur |         |       |                  | Stadion: Pathum Thani-stadion, Bangkok, Thailand Toeschouwers: 0 Scheidsrechter: |
|                       |         |       |                  |                                                                                  |

|                       |             |       |                  |                                                                                  |
| 8 juli 2021 17:00 uur | Kaya-Iloilo | 0 - 1 | BG Pathum United | Stadion: Pathum Thani-stadion, Bangkok, Thailand Toeschouwers: 0 Scheidsrechter: |
| 8 juli 2021 17:00 uur |             |       |                  | Stadion: Pathum Thani-stadion, Bangkok, Thailand Toeschouwers: 0 Scheidsrechter: |
| 8 juli 2021 17:00 uur |             |       |                  | Stadion: Pathum Thani-stadion, Bangkok, Thailand Toeschouwers: 0 Scheidsrechter: |
| 8 juli 2021 17:00 uur |             |       |                  | Stadion: Pathum Thani-stadion, Bangkok, Thailand Toeschouwers: 0 Scheidsrechter: |
|                       |             |       |                  |                                                                                  |

|                       |               |       |         |                                                                                  |
| 8 juli 2021 21:00 uur | Ulsan Hyundai | 3 - 0 | Viettel | Stadion: Pathum Thani-stadion, Bangkok, Thailand Toeschouwers: 0 Scheidsrechter: |
| 8 juli 2021 21:00 uur |               |       |         | Stadion: Pathum Thani-stadion, Bangkok, Thailand Toeschouwers: 0 Scheidsrechter: |
| 8 juli 2021 21:00 uur |               |       |         | Stadion: Pathum Thani-stadion, Bangkok, Thailand Toeschouwers: 0 Scheidsrechter: |
| 8 juli 2021 21:00 uur |               |       |         | Stadion: Pathum Thani-stadion, Bangkok, Thailand Toeschouwers: 0 Scheidsrechter: |
|                       |               |       |         |                                                                                  |

|                        |            |   |             |                                                                                  |
| 11 juli 2021 17:00 uur | Viettel FC | v | Kaya-Iloilo | Stadion: Pathum Thani-stadion, Bangkok, Thailand Toeschouwers: 0 Scheidsrechter: |
| 11 juli 2021 17:00 uur |            |   |             | Stadion: Pathum Thani-stadion, Bangkok, Thailand Toeschouwers: 0 Scheidsrechter: |
| 11 juli 2021 17:00 uur |            |   |             | Stadion: Pathum Thani-stadion, Bangkok, Thailand Toeschouwers: 0 Scheidsrechter: |
| 11 juli 2021 17:00 uur |            |   |             | Stadion: Pathum Thani-stadion, Bangkok, Thailand Toeschouwers: 0 Scheidsrechter: |
|                        |            |   |             |                                                                                  |

|                        |                  |   |               |                                                                                  |
| 11 juli 2021 21:00 uur | BG Pathum United | v | Ulsan Hyundai | Stadion: Pathum Thani-stadion, Bangkok, Thailand Toeschouwers: 0 Scheidsrechter: |
| 11 juli 2021 21:00 uur |                  |   |               | Stadion: Pathum Thani-stadion, Bangkok, Thailand Toeschouwers: 0 Scheidsrechter: |
| 11 juli 2021 21:00 uur |                  |   |               | Stadion: Pathum Thani-stadion, Bangkok, Thailand Toeschouwers: 0 Scheidsrechter: |
| 11 juli 2021 21:00 uur |                  |   |               | Stadion: Pathum Thani-stadion, Bangkok, Thailand Toeschouwers: 0 Scheidsrechter: |
|                        |                  |   |               |                                                                                  |

#### Groep G
| Pos | Team                        | Wed | W | G | V | Ptn | DV | DT | +/− |  | NAG | POH | JOH | RAT |
| --- | --------------------------- | --- | - | - | - | --- | -- | -- | --- |  | --- | --- | --- | --- |
| 1   | Nagoya Grampus (A)          | 6   | 5 | 1 | 0 | 16  | 14 | 2  | +12 |  | —   | 3–0 | 2–1 | 3–0 |
| 2   | Pohang Steelers (Y)         | 6   | 3 | 2 | 1 | 11  | 9  | 5  | +4  |  | 1–1 | —   | 4–1 | 2–0 |
| 3   | Johor Darul Ta'zim (E)      | 6   | 1 | 1 | 4 | 4   | 3  | 9  | −6  |  | 0–1 | 0–2 | —   | 0–0 |
| 4   | Ratchaburi Mitr Phol (H, E) | 6   | 0 | 2 | 4 | 2   | 0  | 10 | −10 |  | 0–4 | 0–0 | 0–1 | —   |

##### Wedstrijden
|                        |                 |       |                      |                                                                                 |
| 22 juni 2021 17:00 uur | Pohang Steelers | 2 - 0 | Ratchaburi Mitr Phol | Stadion: Rajamangala-stadion, Bangkok, Thailand Toeschouwers: 0 Scheidsrechter: |
| 22 juni 2021 17:00 uur |                 |       |                      | Stadion: Rajamangala-stadion, Bangkok, Thailand Toeschouwers: 0 Scheidsrechter: |
| 22 juni 2021 17:00 uur |                 |       |                      | Stadion: Rajamangala-stadion, Bangkok, Thailand Toeschouwers: 0 Scheidsrechter: |
| 22 juni 2021 17:00 uur |                 |       |                      | Stadion: Rajamangala-stadion, Bangkok, Thailand Toeschouwers: 0 Scheidsrechter: |
|                        |                 |       |                      |                                                                                 |

|                        |                    |       |                |                                                                                 |
| 22 juni 2021 21:00 uur | Johor Darul Ta'zim | 0 - 1 | Nagoya Grampus | Stadion: Rajamangala-stadion, Bangkok, Thailand Toeschouwers: 0 Scheidsrechter: |
| 22 juni 2021 21:00 uur |                    |       |                | Stadion: Rajamangala-stadion, Bangkok, Thailand Toeschouwers: 0 Scheidsrechter: |
| 22 juni 2021 21:00 uur |                    |       |                | Stadion: Rajamangala-stadion, Bangkok, Thailand Toeschouwers: 0 Scheidsrechter: |
| 22 juni 2021 21:00 uur |                    |       |                | Stadion: Rajamangala-stadion, Bangkok, Thailand Toeschouwers: 0 Scheidsrechter: |
|                        |                    |       |                |                                                                                 |

|                        |                |       |                 |                                                                                 |
| 25 juni 2021 17:00 uur | Nagoya Grampus | 3 - 0 | Pohang Steelers | Stadion: Rajamangala-stadion, Bangkok, Thailand Toeschouwers: 0 Scheidsrechter: |
| 25 juni 2021 17:00 uur |                |       |                 | Stadion: Rajamangala-stadion, Bangkok, Thailand Toeschouwers: 0 Scheidsrechter: |
| 25 juni 2021 17:00 uur |                |       |                 | Stadion: Rajamangala-stadion, Bangkok, Thailand Toeschouwers: 0 Scheidsrechter: |
| 25 juni 2021 17:00 uur |                |       |                 | Stadion: Rajamangala-stadion, Bangkok, Thailand Toeschouwers: 0 Scheidsrechter: |
|                        |                |       |                 |                                                                                 |

|                        |                      |       |                    |                                                                                 |
| 25 juni 2021 21:00 uur | Ratchaburi Mitr Phol | 0 - 1 | Johor Darul Ta'zim | Stadion: Rajamangala-stadion, Bangkok, Thailand Toeschouwers: 0 Scheidsrechter: |
| 25 juni 2021 21:00 uur |                      |       |                    | Stadion: Rajamangala-stadion, Bangkok, Thailand Toeschouwers: 0 Scheidsrechter: |
| 25 juni 2021 21:00 uur |                      |       |                    | Stadion: Rajamangala-stadion, Bangkok, Thailand Toeschouwers: 0 Scheidsrechter: |
| 25 juni 2021 21:00 uur |                      |       |                    | Stadion: Rajamangala-stadion, Bangkok, Thailand Toeschouwers: 0 Scheidsrechter: |
|                        |                      |       |                    |                                                                                 |

|                        |                      |       |                |                                                                                 |
| 28 juni 2021 17:00 uur | Ratchaburi Mitr Phol | 0 - 4 | Nagoya Grampus | Stadion: Rajamangala-stadion, Bangkok, Thailand Toeschouwers: 0 Scheidsrechter: |
| 28 juni 2021 17:00 uur |                      |       |                | Stadion: Rajamangala-stadion, Bangkok, Thailand Toeschouwers: 0 Scheidsrechter: |
| 28 juni 2021 17:00 uur |                      |       |                | Stadion: Rajamangala-stadion, Bangkok, Thailand Toeschouwers: 0 Scheidsrechter: |
| 28 juni 2021 17:00 uur |                      |       |                | Stadion: Rajamangala-stadion, Bangkok, Thailand Toeschouwers: 0 Scheidsrechter: |
|                        |                      |       |                |                                                                                 |

|                        |                 |       |                    |                                                                                 |
| 28 juni 2021 21:00 uur | Pohang Steelers | 4 - 1 | Johor Darul Ta'zim | Stadion: Rajamangala-stadion, Bangkok, Thailand Toeschouwers: 0 Scheidsrechter: |
| 28 juni 2021 21:00 uur |                 |       |                    | Stadion: Rajamangala-stadion, Bangkok, Thailand Toeschouwers: 0 Scheidsrechter: |
| 28 juni 2021 21:00 uur |                 |       |                    | Stadion: Rajamangala-stadion, Bangkok, Thailand Toeschouwers: 0 Scheidsrechter: |
| 28 juni 2021 21:00 uur |                 |       |                    | Stadion: Rajamangala-stadion, Bangkok, Thailand Toeschouwers: 0 Scheidsrechter: |
|                        |                 |       |                    |                                                                                 |

|                       |                    |       |                 |                                                                                 |
| 1 juli 2021 17:00 uur | Johor Darul Ta'zim | 0 - 2 | Pohang Steelers | Stadion: Rajamangala-stadion, Bangkok, Thailand Toeschouwers: 0 Scheidsrechter: |
| 1 juli 2021 17:00 uur |                    |       |                 | Stadion: Rajamangala-stadion, Bangkok, Thailand Toeschouwers: 0 Scheidsrechter: |
| 1 juli 2021 17:00 uur |                    |       |                 | Stadion: Rajamangala-stadion, Bangkok, Thailand Toeschouwers: 0 Scheidsrechter: |
| 1 juli 2021 17:00 uur |                    |       |                 | Stadion: Rajamangala-stadion, Bangkok, Thailand Toeschouwers: 0 Scheidsrechter: |
|                       |                    |       |                 |                                                                                 |

|                       |                |       |                      |                                                                                 |
| 1 juli 2021 21:00 uur | Nagoya Grampus | 3 - 0 | Ratchaburi Mitr Phol | Stadion: Rajamangala-stadion, Bangkok, Thailand Toeschouwers: 0 Scheidsrechter: |
| 1 juli 2021 21:00 uur |                |       |                      | Stadion: Rajamangala-stadion, Bangkok, Thailand Toeschouwers: 0 Scheidsrechter: |
| 1 juli 2021 21:00 uur |                |       |                      | Stadion: Rajamangala-stadion, Bangkok, Thailand Toeschouwers: 0 Scheidsrechter: |
| 1 juli 2021 21:00 uur |                |       |                      | Stadion: Rajamangala-stadion, Bangkok, Thailand Toeschouwers: 0 Scheidsrechter: |
|                       |                |       |                      |                                                                                 |

|                       |                      |       |                 |                                                                                 |
| 4 juli 2021 17:00 uur | Ratchaburi Mitr Phol | 0 - 0 | Pohang Steelers | Stadion: Rajamangala-stadion, Bangkok, Thailand Toeschouwers: 0 Scheidsrechter: |
| 4 juli 2021 17:00 uur |                      |       |                 | Stadion: Rajamangala-stadion, Bangkok, Thailand Toeschouwers: 0 Scheidsrechter: |
| 4 juli 2021 17:00 uur |                      |       |                 | Stadion: Rajamangala-stadion, Bangkok, Thailand Toeschouwers: 0 Scheidsrechter: |
| 4 juli 2021 17:00 uur |                      |       |                 | Stadion: Rajamangala-stadion, Bangkok, Thailand Toeschouwers: 0 Scheidsrechter: |
|                       |                      |       |                 |                                                                                 |

|                       |                |       |                    |                                                                                 |
| 4 juli 2021 21:00 uur | Nagoya Grampus | 2 - 1 | Johor Darul Ta'zim | Stadion: Rajamangala-stadion, Bangkok, Thailand Toeschouwers: 0 Scheidsrechter: |
| 4 juli 2021 21:00 uur |                |       |                    | Stadion: Rajamangala-stadion, Bangkok, Thailand Toeschouwers: 0 Scheidsrechter: |
| 4 juli 2021 21:00 uur |                |       |                    | Stadion: Rajamangala-stadion, Bangkok, Thailand Toeschouwers: 0 Scheidsrechter: |
| 4 juli 2021 21:00 uur |                |       |                    | Stadion: Rajamangala-stadion, Bangkok, Thailand Toeschouwers: 0 Scheidsrechter: |
|                       |                |       |                    |                                                                                 |

|                       |                 |       |                |                                                                                 |
| 7 juli 2021 17:00 uur | Pohang Steelers | 1 - 1 | Nagoya Grampus | Stadion: Rajamangala-stadion, Bangkok, Thailand Toeschouwers: 0 Scheidsrechter: |
| 7 juli 2021 17:00 uur |                 |       |                | Stadion: Rajamangala-stadion, Bangkok, Thailand Toeschouwers: 0 Scheidsrechter: |
| 7 juli 2021 17:00 uur |                 |       |                | Stadion: Rajamangala-stadion, Bangkok, Thailand Toeschouwers: 0 Scheidsrechter: |
| 7 juli 2021 17:00 uur |                 |       |                | Stadion: Rajamangala-stadion, Bangkok, Thailand Toeschouwers: 0 Scheidsrechter: |
|                       |                 |       |                |                                                                                 |

|                       |                    |       |                      |                                                                                 |
| 7 juli 2021 21:00 uur | Johor Darul Ta'zim | 0 - 0 | Ratchaburi Mitr Phol | Stadion: Rajamangala-stadion, Bangkok, Thailand Toeschouwers: 0 Scheidsrechter: |
| 7 juli 2021 21:00 uur |                    |       |                      | Stadion: Rajamangala-stadion, Bangkok, Thailand Toeschouwers: 0 Scheidsrechter: |
| 7 juli 2021 21:00 uur |                    |       |                      | Stadion: Rajamangala-stadion, Bangkok, Thailand Toeschouwers: 0 Scheidsrechter: |
| 7 juli 2021 21:00 uur |                    |       |                      | Stadion: Rajamangala-stadion, Bangkok, Thailand Toeschouwers: 0 Scheidsrechter: |
|                       |                    |       |                      |                                                                                 |

#### Groep H
| Pos | Team                       | Wed | W | G | V | Ptn | DV | DT | +/− |  | JEO | GAM    | CHI    | TAM |
| --- | -------------------------- | --- | - | - | - | --- | -- | -- | --- |  | --- | ------ | ------ | --- |
| 1   | Jeonbuk Hyundai Motors (A) | 5   | 4 | 1 | 0 | 13  | 20 | 4  | +16 |  | —   | 10 Jul | 2–1    | 9–0 |
| 2   | Gamba Osaka (Y)            | 5   | 2 | 3 | 0 | 9   | 14 | 5  | +9  |  | 2–2 | —      | 1–1    | 8–1 |
| 3   | Chiangrai United (E)       | 5   | 1 | 2 | 2 | 5   | 5  | 7  | −2  |  | 1–3 | 1–1    | —      | 1–0 |
| 4   | Tampines Rovers (E)        | 5   | 0 | 0 | 5 | 0   | 1  | 24 | −23 |  | 0–4 | 0–2    | 10 Jul | —   |

##### Wedstrijden
|                        |                 |       |             |                                                                                   |
| 25 juni 2021 19:00 uur | Tampines Rovers | 0 - 2 | Gamba Osaka | Stadion: Lokomotiv-stadion, Tasjkent, Oezbekistan Toeschouwers: 0 Scheidsrechter: |
| 25 juni 2021 19:00 uur |                 |       |             | Stadion: Lokomotiv-stadion, Tasjkent, Oezbekistan Toeschouwers: 0 Scheidsrechter: |
| 25 juni 2021 19:00 uur |                 |       |             | Stadion: Lokomotiv-stadion, Tasjkent, Oezbekistan Toeschouwers: 0 Scheidsrechter: |
| 25 juni 2021 19:00 uur |                 |       |             | Stadion: Lokomotiv-stadion, Tasjkent, Oezbekistan Toeschouwers: 0 Scheidsrechter: |
|                        |                 |       |             |                                                                                   |

|                        |                        |       |                  |                                                                                  |
| 25 juni 2021 21:00 uur | Jeonbuk Hyundai Motors | 2 - 1 | Chiangrai United | Stadion: Bunjodkorstadion, Tasjkent, Oezbekistan Toeschouwers: 0 Scheidsrechter: |
| 25 juni 2021 21:00 uur |                        |       |                  | Stadion: Bunjodkorstadion, Tasjkent, Oezbekistan Toeschouwers: 0 Scheidsrechter: |
| 25 juni 2021 21:00 uur |                        |       |                  | Stadion: Bunjodkorstadion, Tasjkent, Oezbekistan Toeschouwers: 0 Scheidsrechter: |
| 25 juni 2021 21:00 uur |                        |       |                  | Stadion: Bunjodkorstadion, Tasjkent, Oezbekistan Toeschouwers: 0 Scheidsrechter: |
|                        |                        |       |                  |                                                                                  |

|                        |                  |       |                 |                                                                                  |
| 28 juni 2021 19:00 uur | Chiangrai United | 1 - 0 | Tampines Rovers | Stadion: Bunjodkorstadion, Tasjkent, Oezbekistan Toeschouwers: 0 Scheidsrechter: |
| 28 juni 2021 19:00 uur |                  |       |                 | Stadion: Bunjodkorstadion, Tasjkent, Oezbekistan Toeschouwers: 0 Scheidsrechter: |
| 28 juni 2021 19:00 uur |                  |       |                 | Stadion: Bunjodkorstadion, Tasjkent, Oezbekistan Toeschouwers: 0 Scheidsrechter: |
| 28 juni 2021 19:00 uur |                  |       |                 | Stadion: Bunjodkorstadion, Tasjkent, Oezbekistan Toeschouwers: 0 Scheidsrechter: |
|                        |                  |       |                 |                                                                                  |

|                        |             |       |                        |                                                                                   |
| 28 juni 2021 21:00 uur | Gamba Osaka | 2 - 2 | Jeonbuk Hyundai Motors | Stadion: Lokomotiv-stadion, Tasjkent, Oezbekistan Toeschouwers: 0 Scheidsrechter: |
| 28 juni 2021 21:00 uur |             |       |                        | Stadion: Lokomotiv-stadion, Tasjkent, Oezbekistan Toeschouwers: 0 Scheidsrechter: |
| 28 juni 2021 21:00 uur |             |       |                        | Stadion: Lokomotiv-stadion, Tasjkent, Oezbekistan Toeschouwers: 0 Scheidsrechter: |
| 28 juni 2021 21:00 uur |             |       |                        | Stadion: Lokomotiv-stadion, Tasjkent, Oezbekistan Toeschouwers: 0 Scheidsrechter: |
|                        |             |       |                        |                                                                                   |

|                       |                        |       |                 |                                                                                   |
| 1 juli 2021 19:00 uur | Jeonbuk Hyundai Motors | 9 - 0 | Tampines Rovers | Stadion: Lokomotiv-stadion, Tasjkent, Oezbekistan Toeschouwers: 0 Scheidsrechter: |
| 1 juli 2021 19:00 uur |                        |       |                 | Stadion: Lokomotiv-stadion, Tasjkent, Oezbekistan Toeschouwers: 0 Scheidsrechter: |
| 1 juli 2021 19:00 uur |                        |       |                 | Stadion: Lokomotiv-stadion, Tasjkent, Oezbekistan Toeschouwers: 0 Scheidsrechter: |
| 1 juli 2021 19:00 uur |                        |       |                 | Stadion: Lokomotiv-stadion, Tasjkent, Oezbekistan Toeschouwers: 0 Scheidsrechter: |
|                       |                        |       |                 |                                                                                   |

|                       |                  |       |             |                                                                                  |
| 1 juli 2021 21:00 uur | Chiangrai United | 1 - 1 | Gamba Osaka | Stadion: Bunjodkorstadion, Tasjkent, Oezbekistan Toeschouwers: 0 Scheidsrechter: |
| 1 juli 2021 21:00 uur |                  |       |             | Stadion: Bunjodkorstadion, Tasjkent, Oezbekistan Toeschouwers: 0 Scheidsrechter: |
| 1 juli 2021 21:00 uur |                  |       |             | Stadion: Bunjodkorstadion, Tasjkent, Oezbekistan Toeschouwers: 0 Scheidsrechter: |
| 1 juli 2021 21:00 uur |                  |       |             | Stadion: Bunjodkorstadion, Tasjkent, Oezbekistan Toeschouwers: 0 Scheidsrechter: |
|                       |                  |       |             |                                                                                  |

|                       |                 |       |                        |                                                                                  |
| 4 juli 2021 19:00 uur | Tampines Rovers | 0 - 4 | Jeonbuk Hyundai Motors | Stadion: Bunjodkorstadion, Tasjkent, Oezbekistan Toeschouwers: 0 Scheidsrechter: |
| 4 juli 2021 19:00 uur |                 |       |                        | Stadion: Bunjodkorstadion, Tasjkent, Oezbekistan Toeschouwers: 0 Scheidsrechter: |
| 4 juli 2021 19:00 uur |                 |       |                        | Stadion: Bunjodkorstadion, Tasjkent, Oezbekistan Toeschouwers: 0 Scheidsrechter: |
| 4 juli 2021 19:00 uur |                 |       |                        | Stadion: Bunjodkorstadion, Tasjkent, Oezbekistan Toeschouwers: 0 Scheidsrechter: |
|                       |                 |       |                        |                                                                                  |

|                       |             |       |                  |                                                                                   |
| 4 juli 2021 21:00 uur | Gamba Osaka | 1 - 1 | Chiangrai United | Stadion: Lokomotiv-stadion, Tasjkent, Oezbekistan Toeschouwers: 0 Scheidsrechter: |
| 4 juli 2021 21:00 uur |             |       |                  | Stadion: Lokomotiv-stadion, Tasjkent, Oezbekistan Toeschouwers: 0 Scheidsrechter: |
| 4 juli 2021 21:00 uur |             |       |                  | Stadion: Lokomotiv-stadion, Tasjkent, Oezbekistan Toeschouwers: 0 Scheidsrechter: |
| 4 juli 2021 21:00 uur |             |       |                  | Stadion: Lokomotiv-stadion, Tasjkent, Oezbekistan Toeschouwers: 0 Scheidsrechter: |
|                       |             |       |                  |                                                                                   |

|                       |             |       |                 |                                                                                  |
| 7 juli 2021 19:00 uur | Gamba Osaka | 8 - 1 | Tampines Rovers | Stadion: Bunjodkorstadion, Tasjkent, Oezbekistan Toeschouwers: 0 Scheidsrechter: |
| 7 juli 2021 19:00 uur |             |       |                 | Stadion: Bunjodkorstadion, Tasjkent, Oezbekistan Toeschouwers: 0 Scheidsrechter: |
| 7 juli 2021 19:00 uur |             |       |                 | Stadion: Bunjodkorstadion, Tasjkent, Oezbekistan Toeschouwers: 0 Scheidsrechter: |
| 7 juli 2021 19:00 uur |             |       |                 | Stadion: Bunjodkorstadion, Tasjkent, Oezbekistan Toeschouwers: 0 Scheidsrechter: |
|                       |             |       |                 |                                                                                  |

|                       |                  |       |                        |                                                                                   |
| 7 juli 2021 21:00 uur | Chiangrai United | 1 - 3 | Jeonbuk Hyundai Motors | Stadion: Lokomotiv-stadion, Tasjkent, Oezbekistan Toeschouwers: 0 Scheidsrechter: |
| 7 juli 2021 21:00 uur |                  |       |                        | Stadion: Lokomotiv-stadion, Tasjkent, Oezbekistan Toeschouwers: 0 Scheidsrechter: |
| 7 juli 2021 21:00 uur |                  |       |                        | Stadion: Lokomotiv-stadion, Tasjkent, Oezbekistan Toeschouwers: 0 Scheidsrechter: |
| 7 juli 2021 21:00 uur |                  |       |                        | Stadion: Lokomotiv-stadion, Tasjkent, Oezbekistan Toeschouwers: 0 Scheidsrechter: |
|                       |                  |       |                        |                                                                                   |

|                        |                 |   |                  |                                                                                   |
| 10 juli 2021 19:00 uur | Tampines Rovers | v | Chiangrai United | Stadion: Lokomotiv-stadion, Tasjkent, Oezbekistan Toeschouwers: 0 Scheidsrechter: |
| 10 juli 2021 19:00 uur |                 |   |                  | Stadion: Lokomotiv-stadion, Tasjkent, Oezbekistan Toeschouwers: 0 Scheidsrechter: |
| 10 juli 2021 19:00 uur |                 |   |                  | Stadion: Lokomotiv-stadion, Tasjkent, Oezbekistan Toeschouwers: 0 Scheidsrechter: |
| 10 juli 2021 19:00 uur |                 |   |                  | Stadion: Lokomotiv-stadion, Tasjkent, Oezbekistan Toeschouwers: 0 Scheidsrechter: |
|                        |                 |   |                  |                                                                                   |

|                        |                        |   |             |                                                                                  |
| 10 juli 2021 19:00 uur | Jeonbuk Hyundai Motors | v | Gamba Osaka | Stadion: Bunjodkorstadion, Tasjkent, Oezbekistan Toeschouwers: 0 Scheidsrechter: |
| 10 juli 2021 19:00 uur |                        |   |             | Stadion: Bunjodkorstadion, Tasjkent, Oezbekistan Toeschouwers: 0 Scheidsrechter: |
| 10 juli 2021 19:00 uur |                        |   |             | Stadion: Bunjodkorstadion, Tasjkent, Oezbekistan Toeschouwers: 0 Scheidsrechter: |
| 10 juli 2021 19:00 uur |                        |   |             | Stadion: Bunjodkorstadion, Tasjkent, Oezbekistan Toeschouwers: 0 Scheidsrechter: |
|                        |                        |   |             |                                                                                  |

#### Groep I
| Pos | Team                  | Wed | W | G | V | Ptn | DV | DT | +/− |  | KAW | DAE    | UNI | BJG    |
| --- | --------------------- | --- | - | - | - | --- | -- | -- | --- |  | --- | ------ | --- | ------ |
| 1   | Kawasaki Frontale (A) | 5   | 5 | 0 | 0 | 15  | 23 | 3  | +20 |  | —   | 3–2    | 8–0 | 11 Jul |
| 2   | Daegu FC (Y)          | 5   | 3 | 0 | 2 | 9   | 18 | 6  | +12 |  | 1–3 | —      | 7–0 | 5–0    |
| 3   | United City (E)       | 5   | 1 | 1 | 3 | 4   | 4  | 20 | −16 |  | 0–2 | 11 Jul | —   | 1–1    |
| 4   | Beijing Guoan (E)     | 5   | 0 | 1 | 4 | 1   | 3  | 19 | −16 |  | 0–7 | 0–3    | 2–3 | —      |

##### Wedstrijden
|                        |             |       |               |                                                                                  |
| 26 juni 2021 19:00 uur | United City | 1 - 1 | Beijing Guoan | Stadion: Bunjodkorstadion, Tasjkent, Oezbekistan Toeschouwers: 0 Scheidsrechter: |
| 26 juni 2021 19:00 uur |             |       |               | Stadion: Bunjodkorstadion, Tasjkent, Oezbekistan Toeschouwers: 0 Scheidsrechter: |
| 26 juni 2021 19:00 uur |             |       |               | Stadion: Bunjodkorstadion, Tasjkent, Oezbekistan Toeschouwers: 0 Scheidsrechter: |
| 26 juni 2021 19:00 uur |             |       |               | Stadion: Bunjodkorstadion, Tasjkent, Oezbekistan Toeschouwers: 0 Scheidsrechter: |
|                        |             |       |               |                                                                                  |

|                        |                   |       |          |                                                                                   |
| 26 juni 2021 21:00 uur | Kawasaki Frontale | 3 - 2 | Daegu FC | Stadion: Lokomotiv-stadion, Tasjkent, Oezbekistan Toeschouwers: 0 Scheidsrechter: |
| 26 juni 2021 21:00 uur |                   |       |          | Stadion: Lokomotiv-stadion, Tasjkent, Oezbekistan Toeschouwers: 0 Scheidsrechter: |
| 26 juni 2021 21:00 uur |                   |       |          | Stadion: Lokomotiv-stadion, Tasjkent, Oezbekistan Toeschouwers: 0 Scheidsrechter: |
| 26 juni 2021 21:00 uur |                   |       |          | Stadion: Lokomotiv-stadion, Tasjkent, Oezbekistan Toeschouwers: 0 Scheidsrechter: |
|                        |                   |       |          |                                                                                   |

|                        |          |       |             |                                                                                  |
| 29 juni 2021 19:00 uur | Daegu FC | 7 - 0 | United City | Stadion: Bunjodkorstadion, Tasjkent, Oezbekistan Toeschouwers: 0 Scheidsrechter: |
| 29 juni 2021 19:00 uur |          |       |             | Stadion: Bunjodkorstadion, Tasjkent, Oezbekistan Toeschouwers: 0 Scheidsrechter: |
| 29 juni 2021 19:00 uur |          |       |             | Stadion: Bunjodkorstadion, Tasjkent, Oezbekistan Toeschouwers: 0 Scheidsrechter: |
| 29 juni 2021 19:00 uur |          |       |             | Stadion: Bunjodkorstadion, Tasjkent, Oezbekistan Toeschouwers: 0 Scheidsrechter: |
|                        |          |       |             |                                                                                  |

|                        |               |       |                   |                                                                                   |
| 29 juni 2021 21:00 uur | Beijing Guoan | 0 - 7 | Kawasaki Frontale | Stadion: Lokomotiv-stadion, Tasjkent, Oezbekistan Toeschouwers: 0 Scheidsrechter: |
| 29 juni 2021 21:00 uur |               |       |                   | Stadion: Lokomotiv-stadion, Tasjkent, Oezbekistan Toeschouwers: 0 Scheidsrechter: |
| 29 juni 2021 21:00 uur |               |       |                   | Stadion: Lokomotiv-stadion, Tasjkent, Oezbekistan Toeschouwers: 0 Scheidsrechter: |
| 29 juni 2021 21:00 uur |               |       |                   | Stadion: Lokomotiv-stadion, Tasjkent, Oezbekistan Toeschouwers: 0 Scheidsrechter: |
|                        |               |       |                   |                                                                                   |

|                       |                   |       |             |                                                                                   |
| 2 juli 2021 19:00 uur | Kawasaki Frontale | 8 - 0 | United City | Stadion: Lokomotiv-stadion, Tasjkent, Oezbekistan Toeschouwers: 0 Scheidsrechter: |
| 2 juli 2021 19:00 uur |                   |       |             | Stadion: Lokomotiv-stadion, Tasjkent, Oezbekistan Toeschouwers: 0 Scheidsrechter: |
| 2 juli 2021 19:00 uur |                   |       |             | Stadion: Lokomotiv-stadion, Tasjkent, Oezbekistan Toeschouwers: 0 Scheidsrechter: |
| 2 juli 2021 19:00 uur |                   |       |             | Stadion: Lokomotiv-stadion, Tasjkent, Oezbekistan Toeschouwers: 0 Scheidsrechter: |
|                       |                   |       |             |                                                                                   |

|                       |          |       |               |                                                                                  |
| 2 juli 2021 19:00 uur | Daegu FC | 5 - 0 | Beijing Guoan | Stadion: Bunjodkorstadion, Tasjkent, Oezbekistan Toeschouwers: 0 Scheidsrechter: |
| 2 juli 2021 19:00 uur |          |       |               | Stadion: Bunjodkorstadion, Tasjkent, Oezbekistan Toeschouwers: 0 Scheidsrechter: |
| 2 juli 2021 19:00 uur |          |       |               | Stadion: Bunjodkorstadion, Tasjkent, Oezbekistan Toeschouwers: 0 Scheidsrechter: |
| 2 juli 2021 19:00 uur |          |       |               | Stadion: Bunjodkorstadion, Tasjkent, Oezbekistan Toeschouwers: 0 Scheidsrechter: |
|                       |          |       |               |                                                                                  |

|                       |             |       |                   |                                                                                   |
| 5 juli 2021 19:00 uur | United City | 0 - 2 | Kawasaki Frontale | Stadion: Lokomotiv-stadion, Tasjkent, Oezbekistan Toeschouwers: 0 Scheidsrechter: |
| 5 juli 2021 19:00 uur |             |       |                   | Stadion: Lokomotiv-stadion, Tasjkent, Oezbekistan Toeschouwers: 0 Scheidsrechter: |
| 5 juli 2021 19:00 uur |             |       |                   | Stadion: Lokomotiv-stadion, Tasjkent, Oezbekistan Toeschouwers: 0 Scheidsrechter: |
| 5 juli 2021 19:00 uur |             |       |                   | Stadion: Lokomotiv-stadion, Tasjkent, Oezbekistan Toeschouwers: 0 Scheidsrechter: |
|                       |             |       |                   |                                                                                   |

|                       |               |       |          |                                                                                  |
| 5 juli 2021 19:00 uur | Beijing Guoan | 0 - 3 | Daegu FC | Stadion: Bunjodkorstadion, Tasjkent, Oezbekistan Toeschouwers: 0 Scheidsrechter: |
| 5 juli 2021 19:00 uur |               |       |          | Stadion: Bunjodkorstadion, Tasjkent, Oezbekistan Toeschouwers: 0 Scheidsrechter: |
| 5 juli 2021 19:00 uur |               |       |          | Stadion: Bunjodkorstadion, Tasjkent, Oezbekistan Toeschouwers: 0 Scheidsrechter: |
| 5 juli 2021 19:00 uur |               |       |          | Stadion: Bunjodkorstadion, Tasjkent, Oezbekistan Toeschouwers: 0 Scheidsrechter: |
|                       |               |       |          |                                                                                  |

|                       |               |       |             |                                                                                   |
| 8 juli 2021 19:00 uur | Beijing Guoan | 2 - 3 | United City | Stadion: Lokomotiv-stadion, Tasjkent, Oezbekistan Toeschouwers: 0 Scheidsrechter: |
| 8 juli 2021 19:00 uur |               |       |             | Stadion: Lokomotiv-stadion, Tasjkent, Oezbekistan Toeschouwers: 0 Scheidsrechter: |
| 8 juli 2021 19:00 uur |               |       |             | Stadion: Lokomotiv-stadion, Tasjkent, Oezbekistan Toeschouwers: 0 Scheidsrechter: |
| 8 juli 2021 19:00 uur |               |       |             | Stadion: Lokomotiv-stadion, Tasjkent, Oezbekistan Toeschouwers: 0 Scheidsrechter: |
|                       |               |       |             |                                                                                   |

|                       |          |       |                   |                                                                                  |
| 8 juli 2021 21:00 uur | Daegu FC | 1 - 3 | Kawasaki Frontale | Stadion: Bunjodkorstadion, Tasjkent, Oezbekistan Toeschouwers: 0 Scheidsrechter: |
| 8 juli 2021 21:00 uur |          |       |                   | Stadion: Bunjodkorstadion, Tasjkent, Oezbekistan Toeschouwers: 0 Scheidsrechter: |
| 8 juli 2021 21:00 uur |          |       |                   | Stadion: Bunjodkorstadion, Tasjkent, Oezbekistan Toeschouwers: 0 Scheidsrechter: |
| 8 juli 2021 21:00 uur |          |       |                   | Stadion: Bunjodkorstadion, Tasjkent, Oezbekistan Toeschouwers: 0 Scheidsrechter: |
|                       |          |       |                   |                                                                                  |

|                        |             |   |          |                                                                                  |
| 11 juli 2021 17:00 uur | United City | v | Daegu FC | Stadion: Bunjodkorstadion, Tasjkent, Oezbekistan Toeschouwers: 0 Scheidsrechter: |
| 11 juli 2021 17:00 uur |             |   |          | Stadion: Bunjodkorstadion, Tasjkent, Oezbekistan Toeschouwers: 0 Scheidsrechter: |
| 11 juli 2021 17:00 uur |             |   |          | Stadion: Bunjodkorstadion, Tasjkent, Oezbekistan Toeschouwers: 0 Scheidsrechter: |
| 11 juli 2021 17:00 uur |             |   |          | Stadion: Bunjodkorstadion, Tasjkent, Oezbekistan Toeschouwers: 0 Scheidsrechter: |
|                        |             |   |          |                                                                                  |

|                        |                   |   |               |                                                                                   |
| 11 juli 2021 17:00 uur | Kawasaki Frontale | v | Beijing Guoan | Stadion: Lokomotiv-stadion, Tasjkent, Oezbekistan Toeschouwers: 0 Scheidsrechter: |
| 11 juli 2021 17:00 uur |                   |   |               | Stadion: Lokomotiv-stadion, Tasjkent, Oezbekistan Toeschouwers: 0 Scheidsrechter: |
| 11 juli 2021 17:00 uur |                   |   |               | Stadion: Lokomotiv-stadion, Tasjkent, Oezbekistan Toeschouwers: 0 Scheidsrechter: |
| 11 juli 2021 17:00 uur |                   |   |               | Stadion: Lokomotiv-stadion, Tasjkent, Oezbekistan Toeschouwers: 0 Scheidsrechter: |
|                        |                   |   |               |                                                                                   |

#### Groep J
| Pos | Team             | Wed | W | G | V | Ptn | DV | DT | +/− |  | CER | KIT | POR | GZH |
| --- | ---------------- | --- | - | - | - | --- | -- | -- | --- |  | --- | --- | --- | --- |
| 1   | Cerezo Osaka (A) | 6   | 4 | 2 | 0 | 14  | 13 | 2  | +11 |  | —   | 2–1 | 1–1 | 5–0 |
| 2   | Kitchee (Y)      | 6   | 3 | 2 | 1 | 11  | 6  | 3  | +3  |  | 0–0 | —   | 2–0 | 1–0 |
| 3   | Port (H, E)      | 6   | 2 | 2 | 2 | 8   | 10 | 8  | +2  |  | 0–3 | 1–1 | —   | 3–0 |
| 4   | Guangzhou (E)    | 6   | 0 | 0 | 6 | 0   | 1  | 17 | −16 |  | 0–2 | 0–1 | 1–5 | —   |

##### Wedstrijden
|                        |              |       |              |                                                                             |
| 24 juni 2021 17:00 uur | Guangzhou FC | 0 - 2 | Cerezo Osaka | Stadion: Buriram-stadion, Buriram, Thailand Toeschouwers: 0 Scheidsrechter: |
| 24 juni 2021 17:00 uur |              |       |              | Stadion: Buriram-stadion, Buriram, Thailand Toeschouwers: 0 Scheidsrechter: |
| 24 juni 2021 17:00 uur |              |       |              | Stadion: Buriram-stadion, Buriram, Thailand Toeschouwers: 0 Scheidsrechter: |
| 24 juni 2021 17:00 uur |              |       |              | Stadion: Buriram-stadion, Buriram, Thailand Toeschouwers: 0 Scheidsrechter: |
|                        |              |       |              |                                                                             |

|                        |            |       |         |                                                                             |
| 24 juni 2021 21:00 uur | Kitchee SC | 2 - 0 | Port FC | Stadion: Buriram-stadion, Buriram, Thailand Toeschouwers: 0 Scheidsrechter: |
| 24 juni 2021 21:00 uur |            |       |         | Stadion: Buriram-stadion, Buriram, Thailand Toeschouwers: 0 Scheidsrechter: |
| 24 juni 2021 21:00 uur |            |       |         | Stadion: Buriram-stadion, Buriram, Thailand Toeschouwers: 0 Scheidsrechter: |
| 24 juni 2021 21:00 uur |            |       |         | Stadion: Buriram-stadion, Buriram, Thailand Toeschouwers: 0 Scheidsrechter: |
|                        |            |       |         |                                                                             |

|                        |         |       |              |                                                                             |
| 27 juni 2021 17:00 uur | Port FC | 3 - 0 | Guangzhou FC | Stadion: Buriram-stadion, Buriram, Thailand Toeschouwers: 0 Scheidsrechter: |
| 27 juni 2021 17:00 uur |         |       |              | Stadion: Buriram-stadion, Buriram, Thailand Toeschouwers: 0 Scheidsrechter: |
| 27 juni 2021 17:00 uur |         |       |              | Stadion: Buriram-stadion, Buriram, Thailand Toeschouwers: 0 Scheidsrechter: |
| 27 juni 2021 17:00 uur |         |       |              | Stadion: Buriram-stadion, Buriram, Thailand Toeschouwers: 0 Scheidsrechter: |
|                        |         |       |              |                                                                             |

|                        |              |       |            |                                                                             |
| 27 juni 2021 21:00 uur | Cerezo Osaka | 2 - 1 | Kitchee SC | Stadion: Buriram-stadion, Buriram, Thailand Toeschouwers: 0 Scheidsrechter: |
| 27 juni 2021 21:00 uur |              |       |            | Stadion: Buriram-stadion, Buriram, Thailand Toeschouwers: 0 Scheidsrechter: |
| 27 juni 2021 21:00 uur |              |       |            | Stadion: Buriram-stadion, Buriram, Thailand Toeschouwers: 0 Scheidsrechter: |
| 27 juni 2021 21:00 uur |              |       |            | Stadion: Buriram-stadion, Buriram, Thailand Toeschouwers: 0 Scheidsrechter: |
|                        |              |       |            |                                                                             |

|                        |              |       |         |                                                                             |
| 30 juni 2021 17:00 uur | Cerezo Osaka | 1 - 1 | Port FC | Stadion: Buriram-stadion, Buriram, Thailand Toeschouwers: 0 Scheidsrechter: |
| 30 juni 2021 17:00 uur |              |       |         | Stadion: Buriram-stadion, Buriram, Thailand Toeschouwers: 0 Scheidsrechter: |
| 30 juni 2021 17:00 uur |              |       |         | Stadion: Buriram-stadion, Buriram, Thailand Toeschouwers: 0 Scheidsrechter: |
| 30 juni 2021 17:00 uur |              |       |         | Stadion: Buriram-stadion, Buriram, Thailand Toeschouwers: 0 Scheidsrechter: |
|                        |              |       |         |                                                                             |

|                        |              |       |            |                                                                             |
| 30 juni 2021 21:00 uur | Guangzhou FC | 0 - 1 | Kitchee SC | Stadion: Buriram-stadion, Buriram, Thailand Toeschouwers: 0 Scheidsrechter: |
| 30 juni 2021 21:00 uur |              |       |            | Stadion: Buriram-stadion, Buriram, Thailand Toeschouwers: 0 Scheidsrechter: |
| 30 juni 2021 21:00 uur |              |       |            | Stadion: Buriram-stadion, Buriram, Thailand Toeschouwers: 0 Scheidsrechter: |
| 30 juni 2021 21:00 uur |              |       |            | Stadion: Buriram-stadion, Buriram, Thailand Toeschouwers: 0 Scheidsrechter: |
|                        |              |       |            |                                                                             |

|                       |         |       |              |                                                                             |
| 3 juli 2021 17:00 uur | Port FC | 0 - 3 | Cerezo Osaka | Stadion: Buriram-stadion, Buriram, Thailand Toeschouwers: 0 Scheidsrechter: |
| 3 juli 2021 17:00 uur |         |       |              | Stadion: Buriram-stadion, Buriram, Thailand Toeschouwers: 0 Scheidsrechter: |
| 3 juli 2021 17:00 uur |         |       |              | Stadion: Buriram-stadion, Buriram, Thailand Toeschouwers: 0 Scheidsrechter: |
| 3 juli 2021 17:00 uur |         |       |              | Stadion: Buriram-stadion, Buriram, Thailand Toeschouwers: 0 Scheidsrechter: |
|                       |         |       |              |                                                                             |

|                       |            |       |              |                                                                             |
| 3 juli 2021 21:00 uur | Kitchee SC | 1 - 0 | Guangzhou FC | Stadion: Buriram-stadion, Buriram, Thailand Toeschouwers: 0 Scheidsrechter: |
| 3 juli 2021 21:00 uur |            |       |              | Stadion: Buriram-stadion, Buriram, Thailand Toeschouwers: 0 Scheidsrechter: |
| 3 juli 2021 21:00 uur |            |       |              | Stadion: Buriram-stadion, Buriram, Thailand Toeschouwers: 0 Scheidsrechter: |
| 3 juli 2021 21:00 uur |            |       |              | Stadion: Buriram-stadion, Buriram, Thailand Toeschouwers: 0 Scheidsrechter: |
|                       |            |       |              |                                                                             |

|                       |              |       |              |                                                                             |
| 6 juli 2021 17:00 uur | Cerezo Osaka | 5 - 0 | Guangzhou FC | Stadion: Buriram-stadion, Buriram, Thailand Toeschouwers: 0 Scheidsrechter: |
| 6 juli 2021 17:00 uur |              |       |              | Stadion: Buriram-stadion, Buriram, Thailand Toeschouwers: 0 Scheidsrechter: |
| 6 juli 2021 17:00 uur |              |       |              | Stadion: Buriram-stadion, Buriram, Thailand Toeschouwers: 0 Scheidsrechter: |
| 6 juli 2021 17:00 uur |              |       |              | Stadion: Buriram-stadion, Buriram, Thailand Toeschouwers: 0 Scheidsrechter: |
|                       |              |       |              |                                                                             |

|                       |         |       |            |                                                                             |
| 6 juli 2021 21:00 uur | Port FC | 1 - 1 | Kitchee SC | Stadion: Buriram-stadion, Buriram, Thailand Toeschouwers: 0 Scheidsrechter: |
| 6 juli 2021 21:00 uur |         |       |            | Stadion: Buriram-stadion, Buriram, Thailand Toeschouwers: 0 Scheidsrechter: |
| 6 juli 2021 21:00 uur |         |       |            | Stadion: Buriram-stadion, Buriram, Thailand Toeschouwers: 0 Scheidsrechter: |
| 6 juli 2021 21:00 uur |         |       |            | Stadion: Buriram-stadion, Buriram, Thailand Toeschouwers: 0 Scheidsrechter: |
|                       |         |       |            |                                                                             |

|                       |            |       |              |                                                                             |
| 9 juli 2021 17:00 uur | Kitchee SC | 0 - 0 | Cerezo Osaka | Stadion: Buriram-stadion, Buriram, Thailand Toeschouwers: 0 Scheidsrechter: |
| 9 juli 2021 17:00 uur |            |       |              | Stadion: Buriram-stadion, Buriram, Thailand Toeschouwers: 0 Scheidsrechter: |
| 9 juli 2021 17:00 uur |            |       |              | Stadion: Buriram-stadion, Buriram, Thailand Toeschouwers: 0 Scheidsrechter: |
| 9 juli 2021 17:00 uur |            |       |              | Stadion: Buriram-stadion, Buriram, Thailand Toeschouwers: 0 Scheidsrechter: |
|                       |            |       |              |                                                                             |

|                       |              |       |         |                                                                             |
| 9 juli 2021 21:00 uur | Guangzhou FC | 1 - 5 | Port FC | Stadion: Buriram-stadion, Buriram, Thailand Toeschouwers: 0 Scheidsrechter: |
| 9 juli 2021 21:00 uur |              |       |         | Stadion: Buriram-stadion, Buriram, Thailand Toeschouwers: 0 Scheidsrechter: |
| 9 juli 2021 21:00 uur |              |       |         | Stadion: Buriram-stadion, Buriram, Thailand Toeschouwers: 0 Scheidsrechter: |
| 9 juli 2021 21:00 uur |              |       |         | Stadion: Buriram-stadion, Buriram, Thailand Toeschouwers: 0 Scheidsrechter: |
|                       |              |       |         |                                                                             |

#### Wild Card West Regio
| Pos | Team      | Wed | W | G | V | Ptn | DV | DT | +/− |  | GrE | GrB | GrA | GrD | GrC |
| --- | --------- | --- | - | - | - | --- | -- | -- | --- |  | --- | --- | --- | --- | --- |
| 1   | Al-Wahda  | 6   | 4 | 1 | 1 | 13  | 7  | 3  | +4  |  | —   |     |     |     |     |
| 2   | Tractor   | 6   | 2 | 4 | 0 | 10  | 6  | 3  | +3  |  |     | —   |     |     |     |
| 3   | Al-Hilal  | 6   | 3 | 1 | 2 | 10  | 11 | 9  | +2  |  |     |     | —   |     |     |
| 4   | Al-Sadd   | 6   | 3 | 1 | 2 | 10  | 9  | 7  | +2  |  |     |     |     | —   |     |
| 5   | Al-Duhail | 6   | 2 | 3 | 1 | 9   | 11 | 9  | +2  |  |     |     |     |     | —   |

#### Wild Card Oost Regio
| Pos | Team                 | Wed | W | G | V | Ptn | DV | DT | +/− |  | GrF | GrG | GrJ | GrI | GrH |
| --- | -------------------- | --- | - | - | - | --- | -- | -- | --- |  | --- | --- | --- | --- | --- |
| 1   | BG Pathum United (A) | 5   | 4 | 0 | 1 | 12  | 10 | 4  | +6  |  | —   |     |     |     |     |
| 2   | Pohang Steelers      | 6   | 3 | 2 | 1 | 11  | 9  | 5  | +4  |  |     | —   |     |     |     |
| 3   | Kitchee              | 6   | 3 | 2 | 1 | 11  | 6  | 3  | +3  |  |     |     | —   |     |     |
| 4   | Daegu FC             | 5   | 3 | 0 | 2 | 9   | 18 | 6  | +12 |  |     |     |     | —   |     |
| 5   | Gamba Osaka          | 5   | 2 | 3 | 0 | 9   | 14 | 5  | +9  |  |     |     |     |     | —   |

## Eindfase

### Laatste 16
| Team 1      | Res.         | Team 2     |
| ----------- | ------------ | ---------- |
| Istiklol    | 0-1          | Persepolis |
| Sharjah FC  | 1-1 (4-5 np) | Al-Wahda   |
| Esteghlal   | 0-2          | Al Hilal   |
| Al-Nassr FC | 1-0          | Tractor    |

| Team 1                 | Res.         | Team 2            |
| ---------------------- | ------------ | ----------------- |
| Ulsan Hyundai FC       | 0-0 (3-2 np) | Kawasaki Frontale |
| Nagoya Grampus         | 4-2          | Daegu FC          |
| Jeonbuk Hyundai Motors | 1-1 (4-2 np) | Bangkok Glass FC  |
| Cerezo Osaka           | 0-1          | Pohang Steelers   |

### Kwartfinale
| Team 1     | Res. | Team 2      |
| ---------- | ---- | ----------- |
| Al-Wahda   | 1-5  | Al-Nassr FC |
| Persepolis | 0-3  | Al Hilal    |

| Team 1                 | Res.   | Team 2           |
| ---------------------- | ------ | ---------------- |
| Jeonbuk Hyundai Motors | 2-3 nv | Ulsan Hyundai FC |
| Pohang Steelers        | 3-0    | Nagoya Grampus   |

### Halve finale
| Team 1      | Res. | Team 2   |
| ----------- | ---- | -------- |
| Al-Nassr FC | 1-2  | Al Hilal |

| Team 1           | Res.         | Team 2          |
| ---------------- | ------------ | --------------- |
| Ulsan Hyundai FC | 1-1 (4-5 np) | Pohang Steelers |

### Finale
| Team 1   | Res. | Team 2          |
| -------- | ---- | --------------- |
| Al Hilal | 2-0  | Pohang Steelers |